# Ингерманландия
Ингерманла́ндия (Ижора, Ингрия, Ижорская земля; швед. Ingermanland; фин. Inkeri, Inkerinmaa; эст. Ingeri, Ingerimaa; др.-рус. Ижера, Ижерская земля) — историческая область на северо-западе современной России. 
Располагается по берегам Невы, ограничивается Финским заливом, рекой Нарвой и Чудским озером на западе, Ладожским озером с прилегающими к нему равнинами и рекой Лавой — на востоке. На севере она граничит с Карелией по рекам Сестре и Смородинке. Южная граница Ингерманландии проходит по среднему течению рек Оредежа и Луги, но большей частью не имеет чётких географических ориентиров и соответствует границе между Россией и Швецией, установленной по Столбовскому миру 1617 года. 
Территория Ингерманландии определяется исходя из границ существовавших в тридцатых годах XX века финских лютеранских приходов Евангелическо-лютеранской церкви Ингрии и является исторической родиной ингерманландцев.

## Этимология
Существует несколько версий происхождения названия:
- Ингрия:
  - одна из них — от финского inkeri maa («прекрасная земля»), давшего название реке Ижоре (Inkeri, Ingeri)[9];
  - вторая — версия, высказанная Василием Татищевым, поддержанная и развитая А. М. Шёгреном, — от имени шведской принцессы, жены Ярослава Мудрого Ингигерды (швед. Ingegerd, фин. Ingeri, Inkeri, Inko)[10][11][12];
  - третья версия — предложенная тем же Василием Татищевым на основании Иоакимовской летописи, которая связывает название с личным именем сына Рюрика, князя Игоря (Ингоря, Ингвара)[9][10].
- Ижора, Ижорская земля:
  - согласно этимологическому словарю М. Р. Фасмера, Ижора — это река к югу от Финского залива, а Ижорская земля — местность по этой реке. Наиболее аргументированной по его мнению представляется точка зрения Шёгрена, что это название восходит к имени супруги Ярослава Мудрого — Ингигерд[13];
  - по мнению историка А. М. Шарымова, из Иоакимовской летописи следует, что топоним Ижора (Ижара) существовал и до Ингигерд Шведской, и до Игоря Рюриковича («егда та роди сына Ингоря, даде ей обесчанный при море град с Ижарою в вено») и происходит от карельского инкери маа, что означает «прекрасная земля»[14];
  - по мнению лингвиста Юлиуса Мягисте топоним Ижора восходит к финскому inkeri, первоначально — «извилистая река»[13];
  - некоторые современные исследователи выводят этноним «ижора» из финского yysyrjäinen («грубый, неприветливый»)[15].
- Ингерманландия:
  - русское название, взятое Петром I для обозначения вновь обретённых земель, происходит от шведского — Ingermanland[16][17][18];
  - шведское название Ingermanland по мнению Улофа Рудбека старшего происходит от имени Ingo, Inge (Germun, Germund)[19];
  - есть версия, что в топониме Ingermanland слово «земля» встречается 2 раза: к финскому maa добавлено шведское land, также обозначающее «земля»[11][9];
  - по другой версии, элемент ман происходит не от финского maa, а от германского man — «человек»[20][21].

## География
Восточная часть Ингерманландии от реки Сестра до среднего течения реки Оредеж в XII—XVIII веках называлась Ижорская земля (под Ижорской землёй в XVII веке также могла подразумеваться вся Ингерманландия), западная часть от устья Невы (от устья реки Стрелки) и Оредежа до реки Нарвы — Вотская земля.
В 1706 году эти земли вошли в состав обширной Ингерманландской губернии, в 1711 году преобразованной в Санкт-Петербургскую губернию. В 1803—1926 годах земли Ингерманландии находились в составе пяти уездов Санкт-Петербургской (в 1914—1924 — Петроградской, в 1924—1927 — Ленинградской) губернии: Санкт-Петербургского (Петроградского, Ленинградского), Петергофского, Царскосельского (Детскосельского), Шлиссельбургского и Ямбургского.
В 1927 году Ленинградская губерния была преобразована в Ленинградскую область. Границы перечисленных территориальных образований не всегда совпадали друг с другом и значительно менялись с течением времени. На территории Ингерманландии располагаются Санкт-Петербург и следующие районы Ленинградской области: Волосовский, Всеволожский, Гатчинский, Кингисеппский, Ломоносовский, Тосненский, а также западная часть Кировского района до реки Лавы.
Используемое в научной литературе деление Ингерманландии:
- Северная — вся территория Ингерманландии к северу от реки Невы (фин. Pohjos-Inkeri),
- Восточная — два лютеранских прихода к востоку от реки Тосны: Ярвисаари и Марккова (фин. Itä-Inkeri)
- Центральная — территория к югу от реки Нева и к западу от реки Тосна до города Волосово (фин. Keski-Inkeri)
- Западная — территория к западу от города Волосово (фин. Länsi-Inkeri)[30]
- Эстонская — территория вдоль правого берега реки Нарва с Ивангородом (фин. Viron Inkeri)[31]

Границы Ингерманландии менялись в течение столетий. Территория исторической области Ингерманландия определяется исходя из границ существовавших в тридцатых годах XX века финских лютеранских приходов Церкви Ингрии.
Площадь Ингерманландии составляет примерно 15 тыс. км².

## История
Первые следы обитания человека на территории современной Ленинградской области относятся к эпохе мезолита (VIII—VII тысячелетие до н. э.). В I тысячелетии до н. э. из Верхнего Поволжья на эти земли пришли прибалтийско-финские племена. В VIII—X веках на берегах реки Луги поселились ильменские словене. В VIII—XII веках по реке Неве проходил Волжский торговый путь и торговый путь «Из варяг в греки».

### В составе Новгородской республики

Ингрия в начале XIII века

Страна «Ингрия» и её жители — «ингры» впервые были упомянуты в письменных источниках конца XII века, в буллах римского папы Александра III. В 1221 году земля под названием «Ингардия» была отмечена Генрихом Латвийским в «Хронике Ливонии».
Древнейшим народом Ингрии была водь, первое письменное сообщение о которой относится к 1069 году (Новгородская летопись). По имени народа водь была названа Водская пятина — административно-территориальная единица (буквально, «пятая часть земли») Новгородской республики. Народ ижора впервые был описан в русских летописях в 1228 году, когда новгородцы вместе с ижорской дружиной отразили нападение племени емь. Ижора и водь участвовали в решении вопросов внутриполитической жизни Новгородской республики наравне с русским населением.
Ижорская земля получила своё название от населявшего её племени ижора. Начиная с XII века Водская и Ижорская земли существовали в составе Новгородской республики в качестве автономных административных единиц. Колонизация новгородцами бассейна реки Невы и Приладожья происходила постепенно, и лишь к XIII веку эти земли полностью и окончательно вошли в состав Водской пятины Новгородской республики.
В июле 1240 года шведские корабли вошли в устье реки Невы. 15 июля новгородский князь Александр атаковал шведский лагерь у устья реки Ижоры и одержал блестящую победу. Согласно хроникам, ему в помощь был «некий муж по имени Пелгусий (Пелгуй, Пелконен), который был старейшиной в Ижорской земле, и ему была доверена охрана морского побережья: и он принял святое крещение и жил посреди своего рода, погана суща, и в святом крещении дано ему было имя Филип».

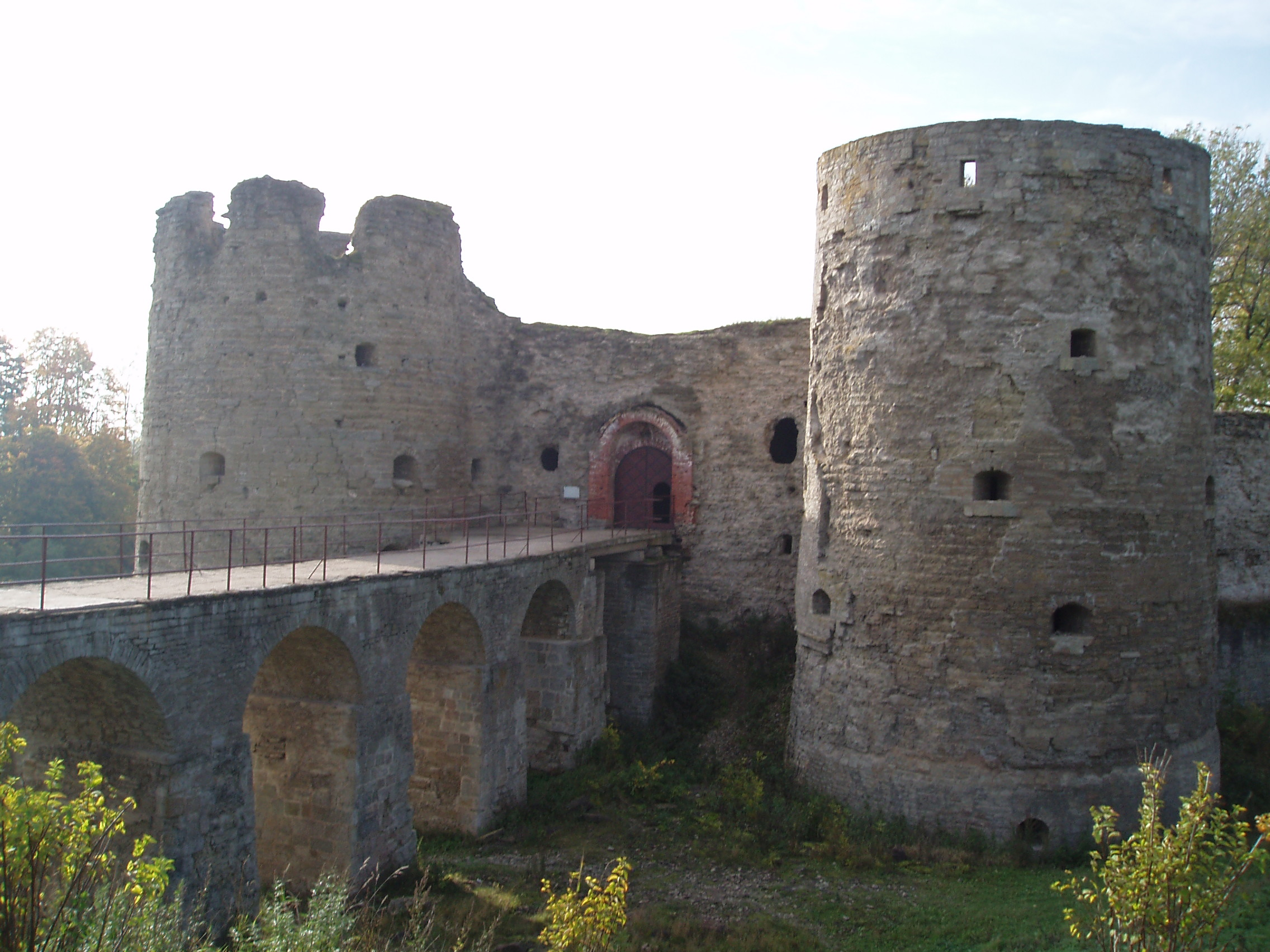
Копорская крепость

Согласно легенде, Пелгусий увидел в ночь перед сражением пришедших на помощь князю Александру святых мучеников Бориса и Глеба, что придало в летописных оценках Невской битве особый религиозный смысл — борьбы православия против католичества. Тот факт, что охрана морских границ в таком важном пункте, как устье Невы, была доверена Новгородом ижоре во главе с Пелгусием, показывает не только то, что у ижоры была своя дружина, но и то, что Новгород им доверял и не опасался измены.
В 1240 году на страницах русских летописей впервые появился погост Копорье. В 1241 году Александр Невский отбил и разрушил деревянный замок, построенный в Копорье немецкими рыцарями Ливонского Ордена. Сын Александра Невского князь Дмитрий Александрович, приглашённый новгородцами на княжение, в 1279 году возвёл в Копорье деревянную крепость, а в 1280 году заменил её каменной.
В 1300 году шведами на Охтинском мысу была построена дерево-земляная крепость Ландскрона — «Венец земли», однако спустя год она была взята соединённой дружиной из новгородцев под началом великого князя Андрея Александровича и местных карел, и срыта до основания. В 1323 году в крепости Орешек был заключён первый из дошедших до нас мирный договор со Швецией — Ореховский мир. В 1384 году в западной части Ингрии новгородцами была основана крепость Ям (позднее Ямбург, Кингисепп).

### В составе Русского царства

Ингрия в XIV—XV веках

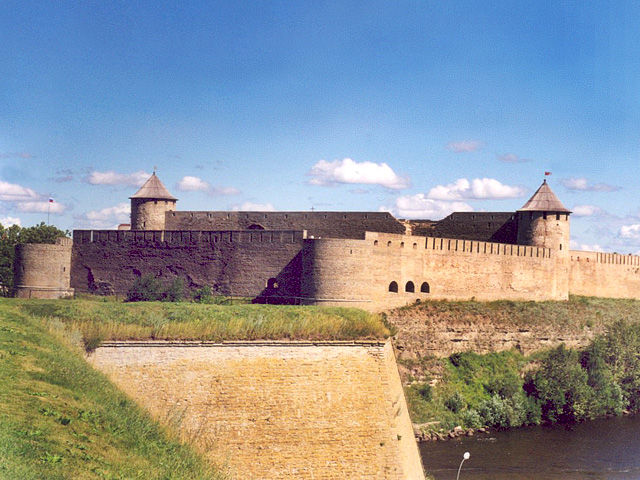
Ивангородская крепость

В XIV—XV веках население Ингрии было редкое, разбросанное на огромных пространствах, где сохранялся в значительной степени старый родоплеменной строй. Русское влияние здесь распространялось медленно, в основном по водным путям. В 1478 году произошло окончательное падение независимой Новгородской республики и присоединение Новгородских земель к Великому княжеству Московскому. 16 января 1478 года закончилась новгородская и началась новая страница в истории Ингерманландии — общерусская.
В 1492 году «повелением великого князя Ивана Васильевича заложили четырёхугольный град на немецком рубеже против Ругодива, города немецкого на Нарове, на Девичьей горе, на Слуде, и дали ему имя Ивангород». Расположенный на западной границе Ингрии Ивангород стал «первым морским портом Русского государства и одновременно — крепостью на Балтике. Россия начала становиться балтийской морской державой… Первое „окно в Европу“ было прорублено». В 1502 году появились первые достоверные сведения о существовании торгового порта на Неве, куда из Ревеля доставлялась соль.
К началу XVI века большая часть региона в административном плане входила в Водскую, и незначительная по площади территория междуречья Луги и Нарвы — в Шелонскую пятину. В начале XVI века на территории Водской пятины насчитывалось 4385 селений, расположенных в 43 погостах, из них около 3000 селений находились непосредственно в Ингерманландии. В среднем на одно поселение приходилось 3,21 двора. В целом же население всех уездов Ижорской земли, включая Ивангородский уезд Шелонской пятины, насчитывало 67 700 человек.
Неурожай 1569 года породил сильный голод, а летом того же года эпидемия чумы охватила новгородские пятины. В дальнейшем, в результате опричнины Ивана Грозного, а также из-за тягот начавшейся Ливонской войны, многие города и сёла Ижорской земли подверглись разгрому и вновь опустели. В 1570 году опричники Ивана Грозного одновременно с погромом Новгорода разорили новгородские пригороды, грабежам подверглись и новгородские пятины. В начале 1570 года на Неве разбойничал опричник Ивана Грозного Темеш Бастанов, а в июне на невские берега вторглись шведы. Действия опричников по времени совпали с тяжелейшим экономическим кризисом, поразившим новгородскую землю с конца 60-х годов XVI века.
- В 1572 году татарский военачальник на русской службе Кутук-мурза разграбил поселения на берегах Невы.
- В 1574 году шведские войска под командованием Германа Флеминга прошли вверх по Неве, разрушая русские купеческие городки.
- В 1575 году на реке Сестре было заключено русско-шведское перемирие с условием не разорять Ингрию.
- В 1578 году шведский полковник Генрих Классон Горн переправился через Нарву и вторгся в Ингрию, в ответ на нападение русских войск под началом князя Мстиславского на шведов в 1577 году.
- В 1579 году шведы вновь напали на Ингрию со стороны Выборга и Эстляндии[54].

В 1581 году в ходе Ливонской войны шведы захватили Нарву, а также овладели западной Ингрией с крепостями Ивангород, Ям и Копорье, в связи с чем Русское царство потеряло свой первый, с большим трудом устроенный, торговый порт на Балтике.

### В составе Швеции

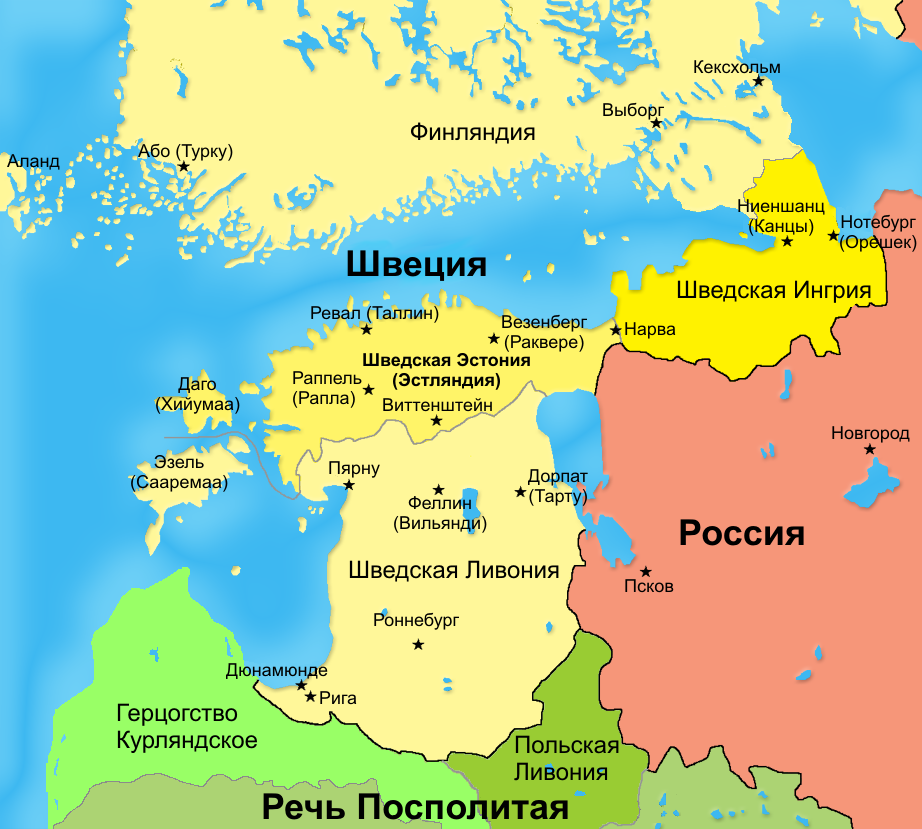
Прибалтийские провинции Швеции в XVII веке

Швеция впервые заняла Ингерманландию в ходе Ливонской войны. Присоединение к Швеции имело несколько этапов. Северная и Центральная Ингерманландия были завоёваны в 1581 году шведским полководцем Понтусом Делагарди, после чего шведский король Юхан III добавил к своему имени титул «Великий князь Ингерманландии». Эти территории стали владением Швеции (швед. Svenska besittningar) после заключения Плюсского перемирия 1583 года. В отличие от провинций, Ингерманландия обладала статусом завоёванной территории и находилась под властью генерал-губернатора, который подчинялся напрямую королю. Русское царство сохранило за собой лишь Ореховский уезд и узкий выход к морю в устье Невы от реки Стрелки до реки Сестры. Под власть Швеции отошли крепости Нарва, Ивангород, Ям и Копорье, однако территориальные уступки в тексте перемирия зафиксированы не были.
В 1590 году военные действия возобновились. В 1595 году Русское царство вернуло себе контроль над Ингерманландией после заключения Тявзинского мирного договора, завершившего русско-шведскую войну 1590—1595 годов, однако данный договор не был ратифицирован русской стороной до заключения в 1609 году в Выборге нового соглашения со Швецией, так называемого Выборгского трактата. В 1591 году шведы дважды вторгались в Ижорскую землю, но отступили, ничего не завоевав.
В 1609 году, пытаясь при помощи шведов изгнать с русской территории польские войска и «тушинского вора», царь Василий Шуйский заключил со Швецией Выборгский договор, по которому в обмен на военную помощь обещал передать шведскому королю Корельский уезд. Шведские войска сражались на стороне царя Василия Шуйского, однако после ряда поражений от поляков, обвинив русскую сторону в неисполнении договора, шведский отряд Якоба Делагарди ушёл из России и, пользуясь неустройствами Смутного времени, оккупировал Ингерманландию и Новгород. Новый царь Михаил Фёдорович вынужден был уступить Швеции четыре уезда Водской пятины по Столбовскому мирному договору 1617 года и отречься в титуле от Ижорских земель, передав их в титул королю Швеции.
Столбовский мир 1617 года узаконил официальное название этой земли — Ингерманландия. С приходом шведов начался массовый отъезд жителей в Россию, хотя право переселения из Швеции имели только монахи, дворяне и ремесленники, а не крестьяне. Согласно условиям договора дворянам, детям боярским, посадским людям и чёрному духовенству было разрешено в двухнедельный срок после объявления мира перейти в Россию. Прочие жители, в том числе и белое духовенство, которое было обязано окормлять оставшихся православных, должны были оставаться в пределах мест расселения. Договор указывал, что «русским уездным попам и пашенным людям… оттоле не выходить, и со своими женами и с детьми, и с домочадцами остатись тут, и жить под Свейской короной…».
Ингерманландия была опустошена и разорена войной. Первое время земли новой провинции фактически сдавались в аренду частным лицам. Например, Якобу Делагарди в 1618 году были отданы под залог на шесть лет Ореховский и Кексгольмский лены, со всеми казёнными правами и доходами. Ям, Копорье и Ивангородский лен были отданы в аренду наместнику Богуславу Розену.
В 1611 году в Ингерманландии был основан старейший лютеранский приход Лемпаала. Со времени формирования общины и лютеранской церкви берёт своё начало идентификация ингерманландских крестьян. Сильное «вливание» финноязычного материала происходит, когда из Восточной Финляндии и с Карельского перешейка шведская администрация начала переселять на опустевшие, но пригодные для возделывания земли савакотов и эвремейсов. Коренным жителям разрешалось заниматься торговлей только при условии перехода в лютеранство, активная лютеранская пропаганда велась среди ижоры и вожан, обращённых в православие. Количество православных церквей в Ингерманландии сократилось с 48 в 1630 году до 20 в 1655. К 1656 году в Ингерманландии осталось лишь семь православных священников. С 1681 года главой лютеранской церкви в Ингерманландии стал Й. Гезелиус-младший. Его деятельность на этом посту прежде всего была связана с попытками обратить водское и ижорское население в лоно лютеранской церкви.
Ингерманландия состояла из трёх ленов — Нотеборгского, Копорского и Ямского, а также города-крепости Нарвы и нескольких деревень Нарвского лена, исключённых из состава Шведской Эстляндии. Город Нарва был выведен шведами из состава Эстляндии и стал административным центром провинции Ингерманландия. Первый суперинтендент Ингерманландии Генрих Шталь пытался в начале 1640-х годов учредить в Нарве гимназию. Города Ивангород, Ям (ныне Кингисепп), Копорье и Нотебург (сейчас Шлиссельбург) стали центрами шведских ленов. Такое административное деление, по сути, в точности повторяло русское деление на уезды. Торговым и административным центром Шведской Ингрии с 1642 года стал город Ниен при крепости Ниеншанц (ныне территория Санкт-Петербурга), а с 1656 года местом пребывания генерал-губернатора вновь стал город Нарва.

Герб Ингерманландии
1660 год

Рубежами, которые ограничили территорию Ингерманландии в XVII веке, служили: на западе река Нарва (Нарова), на Карельском перешейке река Сестра, на востоке — берег Ладожского озера и река Лава, а на юге — река Луга и сложная линия разграничения, согласованная «полномочными межевальными послами» и маркированная просеками и пограничными знаками, нанесёнными на камнях и деревьях. Южная граница с Русским царством между деревнями Вяз и Муравейно (совр. урочище Муравейно), расположенными на реке Луге, поворачивала на восток к реке Кемке, поднималась по ней до упразднённой в 2004 году деревни Липово, затем шла по реке Ящере между деревнями Сорочкино и Низовская. Далее по реке Лутинка граница шла на север к месту расположения современного посёлка Дивенский, а от него на северо-восток к Орлинскому озеру, мимо деревень Заозерье, Остров и села Орлино к посёлку Дружная Горка. После этого от деревни Кургино граница поворачивала на восток: через посёлок Слудицы к деревне Борисово на реке Оредеж, затем мимо деревень Малые Слудицы и Большие Слудицы к месту впадения реки Еглинки в реку Тосну у деревни Гришкино и далее к верховьям реки Лавы.
В середине XVII века немецкий путешественник Адам Олеарий, проезжая через шведскую Ингерманландию, зарисовал для своей книги православные кладбища и монастыри с исчезнувшими ныне формами крестов. Территория Ингерманландии оставалась малозаселённой. Из-за повинностей и начавшихся религиозных притеснений православное население покидало пределы шведской провинции. Уже к началу 1620-х годов в Ивангородском, Копорском, Ямском ленах опустело 60 % деревень. В 1664 году в регионе проживало около 15 тысяч человек. В опустошённой войной Ингерманландии шведы проводили активную переселенческую политику. Началось переселение на свободные земли крестьян с Карельского перешейка, из привыборгских уездов и провинции Саво. Часть ингерманландских земель была разделена между представителями знати и приближёнными короля, на чьи новые поместья началась активная высылка провинившихся шведских подданных.
Опустевшие земли Ингерманландии заселялись также колонистами из Северной Германии: в крупных городах Ниене и Копорье селились немецкие дворяне, купцы и ремесленники. В шведский период в Ингерманландии было основано 25 лютеранских приходов. В 1655 году в Ингерманландии насчитывалось уже 58 общин, 36 церквей и 42 пастора. В 1690 году вышло положение, согласно которому в каждом приходе должна была иметься крестьянская школа. К концу XVII века население Ингерманландии составляло 40—45 тысяч человек, из них доля лютеранского населения — 70—75 %.
За время существования Шведской Ингерманландии в провинции родилось и выросло четыре поколения местных жителей, которые искренне считали этот край своим, а себя подданными шведской короны, поэтому во время Северной войны они не воспринимали русскую армию как освободительную, а офицеры и солдаты русской армии не воспринимали Ингерманландию как исконно русскую землю, что приводило к конфликтам армии с мирным населением, вплоть до партизанской борьбы.
В начале XVIII века, во время Северной войны территория Ингерманландии была отвоёвана Россией. В 1703 году на этой территории был основан Санкт-Петербург — новая столица Российской империи. Фактически Ингерманландия перешла к России в 1704 году, но формально она по-прежнему входила в состав Швеции, её завоевание официально было оформлено лишь Ништадтским миром 1721 года.

### В составе Российской империи

Генеральная карта Ингерманландии Э. Белинга и А. Андерсина. 1704 год

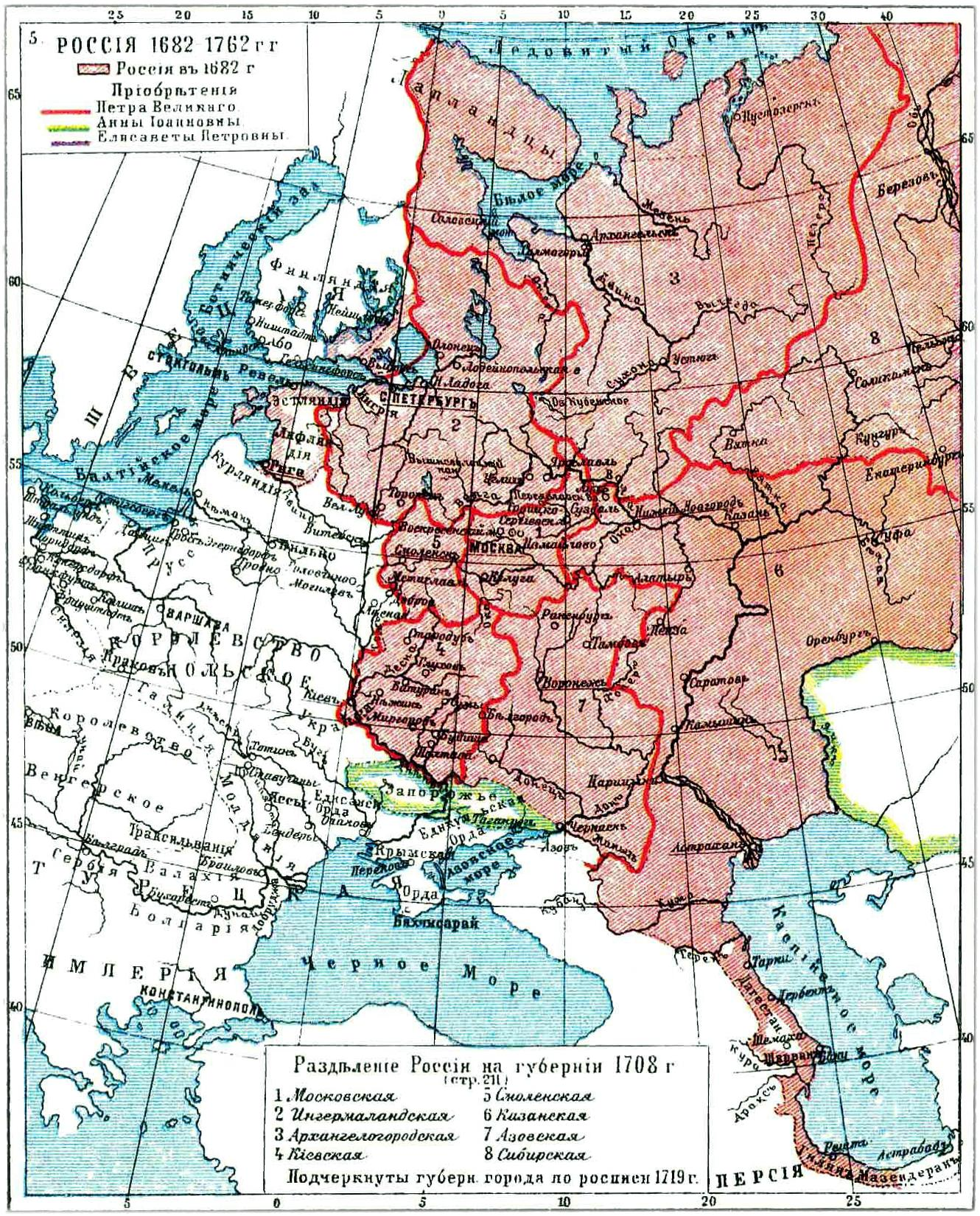
Ингерманландская губерния в границах 1708 года на карте европейской части России

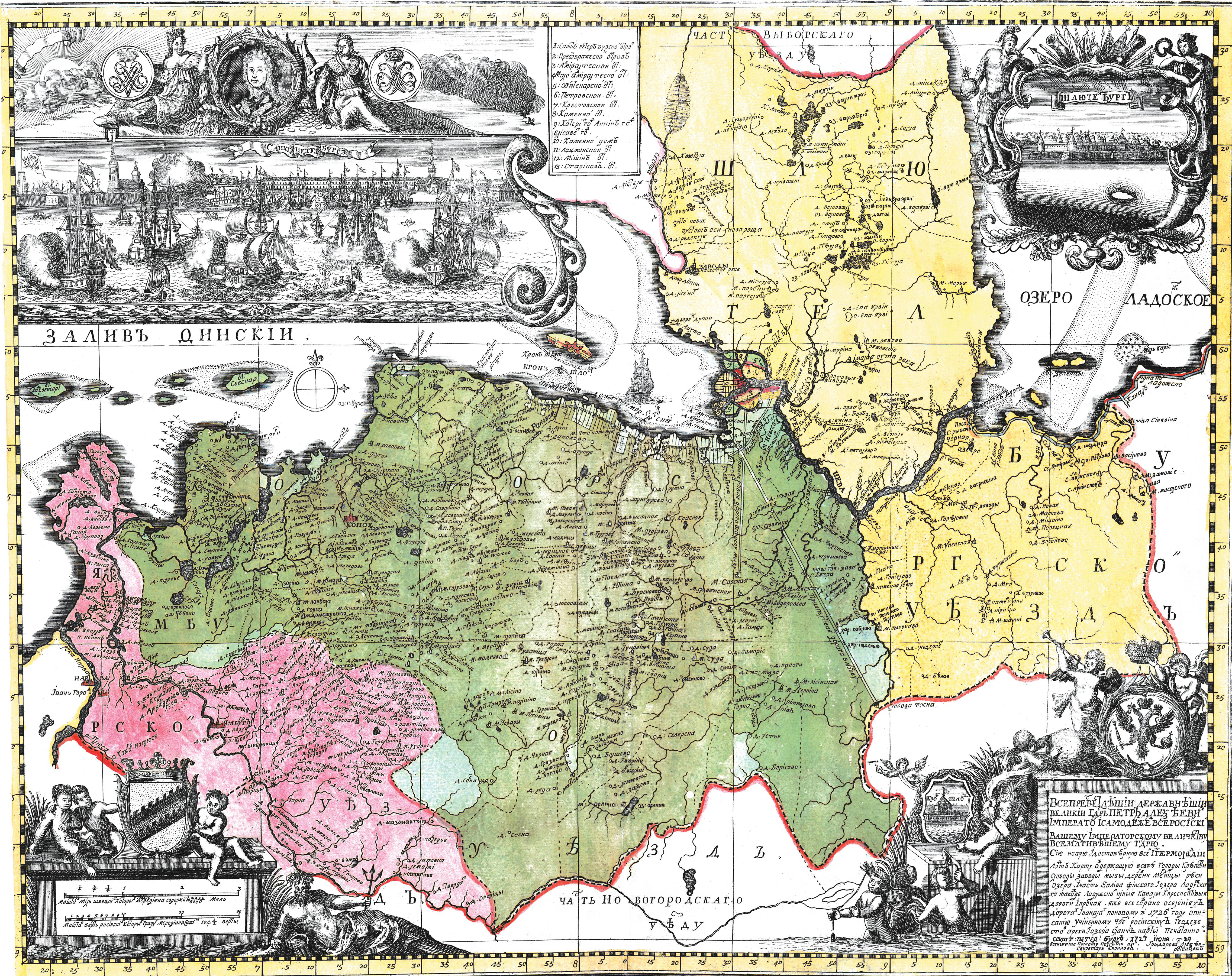
«Карта Ингерманландии» из атласа Всероссийской империи Ивана Кирилова. 1727 год

В 1703 году в устье Невы, близ шведского города Ниена был заложен Санкт-Петербург, позднее, в 1712 году, ставший столицей Русского царства. На территории Ингерманландии были сформированы новые полки русской армии, в том числе: в 1703 году по указу Петра I начал формироваться Ингерманландский 9-й пехотный полк под командованием его сподвижника А. Д. Меншикова, куда предписывалось «прибрать изо всяких чинов тысячу человек самых добрых, и взрачных людей»; в 1704 году из жителей Ингерманландии Петром І был образован Ингерманландский 10-й гусарский полк.
В 1704 году завоевание Ингерманландии было в целом завершено (однако Северная война на этом не закончилась); одновременно началось оформление Ингерманландии как новой российской губернии. В 1703 году ближайший сподвижник Петра I А. Д. Меншиков стал губернатором Ингерманландии; он же был единственным, кто с 1707 года носил титул герцога (князя) Ижорского. В том же 1707 году территория Ингерманландии оформилась в Ингерманландскую губернию (был обнародован указ о порядке управления Ингерманландской губернией); годом ранее к управлению Ингерманландией присоединили старое ведомство Новгородского приказа. Однако в ряде документов её территория продолжала называться «Герцогство Ингерманландское». Даже позднее, в указе Анны Иоановны от 1732 года предписывалось переписать всех крестьян и бобылей «в Герцогстве Ингерманландии».
По указу 1708 года в новообразованную губернию, переименованную в 1711 году в Санкт-Петербургскую, входили огромные земли, в том числе города: Санкт-Петербург, Великий Новгород, Нарва, Шлиссельбург, Ямбург, Копорье, Псков, Ладога, Порхов, Гдов, Опочек, Изборск, Остров, Старая Русса, Луки Великие, Торопец, Бежецкий Верх, Устюжина Железопольская, Олонец, Белоозеро, Ржева Пустая, Заволочье, Каргополь, Пошехонье, Ржева Володимирова, Углич, Ярославль, Романов, Кашин, Тверь, Торжок, а также Дерптский уезд, при этом города Копорье и Ямбург были отданы во владение светлейшему князю А. Д. Меншикову.
По результатам Северной войны 1700—1721 годов, после почти ста лет пребывания под властью Шведского королевства Ингерманландия стала частью России. Ништадтский мирный договор 1721 года закрепил завоевания Петра I и привёл к провозглашению Российской империи.
Часть губернии — Санкт-Петербургская провинция — территориально соответствовала Шведской Ингерманландии. Впоследствии из Санкт-Петербургской губернии выделились Эстляндская, Новгородская, Тверская, Псковская, Олонецкая и Ярославская губернии. В 1712—1723 годах Ингерманландией управлял Ф. М. Апраксин; с 1728 по 1742 год генерал-губернатором Ингерманландии являлся Б. К. Миних — он был последним, кто получил назначение на эту должность.
В 1715 году Пётр I запретил во всей Ингерманландии бесконтрольную вырубку деревьев ценных пород, пригодных для строительства кораблей, запрещено было рубить дуб, клён, вяз и липу. В честь вновь обретённой Ингерманландии был назван ряд российских кораблей. В 1715 году в Санкт-Петербурге был спущен на воду спроектированный при участии Петра I 64-пушечный линейный корабль «Ингерманланд» 3 ранга, ставший флагманом Российского флота с 1716 по 1721 год, на нём Пётр I в звании вице-адмирала держал свой флаг. В 1735 году был построен 66-пушечный линейный корабль «Ингерманланд», принимавший участие в кампаниях 1742 и 1743 годов время русско-шведской войны 1741—1743 годов. Ещё два корабля под названием «Ингерманланд» вошли в состав российского флота в 1752 и 1773 годах. Кроме того, в 1842 и 1844 годах под названием «Ингерманланд» вошли в состав Балтийского флота два 74-пушечных линейных корабля типа «Иезекиль».
По данным переписи податного населения, в 1732 году в Ингерманландии проживали 58 979 крестьян, из которых 22 986 были лютеране, местные савакоты и эвремейсы, 14 511 православных из ижоры, 5883 «русских старожила» и 10 457 «переведенцев из российских городов». Во второй половине XVIII века в Ингерманландии появились первые немецкие колонисты. К концу XVIII века число финноязычного и русскоязычного населения Ингерманландии сравнялось, а в начале XIX века русскоязычное население стало большинством.
Ингерманландия уже в средние века являлась многонациональной территорией. В течение XVIII и XIX веков её этнический состав стал разнообразнее: к русским, ингерманландцам, води и ижоре прибавились немцы, эстонцы и латыши. В 1849 году академик П. И. Кёппен издал «Этнографическую карту Санкт-Петербургской губернии» с пояснительным текстом, в котором впервые опубликовал количественные данные о проживающих в пределах исторической Ингерманландии народах: води, ижоре, савакотах и эвремейсах, а также данные о проживающих здесь немцах и эстонцах.
В середине XIX века, в связи со становлением национального самосознания, к Ингерманландии проявили особый интерес финские учёные, этнографы и собиратели фольклора. Финский фольклорист, археолог и этнограф Д. Э. Д. Европеус (1820—1884) уже в свою первую поездку в Северную Ингерманландию в 1847 году записал около 800 рун. Он же открыл ижорские руны Западной Ингерманландии. Всего за семь своих поездок в Ингерманландию он записал около 2500 рун. Выдающийся лингвист и фольклорист Элиас Лённрот (1802—1884) использовал в изданном им в 1849 году карело-финском эпосе «Калевала» сюжет о Куллерво, полностью заимствованный им из рун, записанных в Ингерманландии. Кроме того, в XIX веке на территории Ингерманландии были собраны 9 томов из 33-томного издания «Suomen kansan vanhat runot», изданного в Финляндии в период с 1908 по 1948 год.

### Республика Северная Ингрия

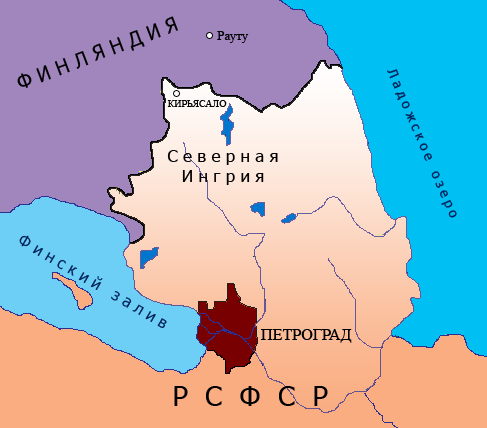
Северная Ингрия на карте РСФСР, 1919—1920 гг.

В середине 1919 года в северной части Ингерманландии провозгласила свой государственный суверенитет республика Северная Ингрия. Республика отделилась от Советской России и управляла частью Петроградского уезда Петроградской губернии до декабря 1920 года. Административным центром являлась деревня Кирьясало, ныне урочище в северной части Всеволожского района Ленинградской области.
Весной 1919 года в российской части Карельского перешейка по инициативе финской секции Петроградского Губкома РКП(б) началась кампания по проведению мобилизации ингерманландского населения в Красную армию. Ингерманландское крестьянство уклонялось от мобилизации, на что власти ответили репрессиями — несколько сот человек было арестовано, а их имущество конфисковано. Широко использовалось насильственное изъятие у крестьян продуктов питания, кроме того, из Северной Ингерманландии в Новгородскую губернию было вывезено 10 000 голов крупного рогатого скота. Карательными акциями руководил начальник внутренней обороны Петрограда Я. X. Петерс.
Спасаясь от преследований, жители приграничных деревень переходили на финскую территорию. Всего в районе Рауту (Сосново) и Раасули (Орехово) скопилось около трёх тысяч беженцев. 10 июня жители Кирьясало на приходском собрании приняли решение защищать свои дома с оружием в руках. 11 июня группа мятежных крестьян численностью 150—200 человек захватила местность Кирьясало, состоящую из пяти близко расположенных деревень (Аутио, Пусанмяки, Тиканмяки, Уусикюля и Ванхакюля) и таможенного поста. Попытки красных пограничников выбить крестьян обратно потерпели неудачу. Фактически «Кирьясальский выступ» площадью около 30 км², находящийся в 50 километрах от Петрограда, отделился от Советской России.
9 июля в Рауту состоялось собрание беженцев, в котором приняло участие около 400 человек. На собрании был избран Временный комитет Северной Ингерманландии (фин. Pohjois-Inkerin Hoitokunta) и провозглашена идея независимости. Это заявление было в первую очередь продиктовано эмоциональной реакцией на репрессии большевистского режима, так как до этого выдвигались лишь лозунги широкой национальной автономии. Собрание было объявлено высшей властью в Северной Ингерманландии, а Временный комитет Северной Ингерманландии — исполняющим функции правительства. Собрание приняло решение продолжать активную борьбу за образование самостоятельной Ингерманландии на основе права наций на самоопределение, хотя часть лидеров ингерманландцев считала, что такая цель «может обернуться бедой» и склонялась к варианту широкой национальной автономии в составе освобождённой от большевиков России. При этом политика присоединения к Финляндии решительно отвергалась, отвергались и планы взаимодействия или политических соглашений с белыми.
За недолгое время своего существования Республика Северная Ингрия смогла обзавестись всеми необходимыми государственными атрибутами: гербом, флагом, гимном, армией, флотом, военной формой, военными наградами (Крест Белой Стены и Крест Участника Освободительной Войны), судом, газетой («Кирьясалон Саномат»), почтой и почтовыми марками. После заключения в 1920 году Тартуского мирного договора территория республики была возвращена РСФСР, 6 декабря был спущен государственный флаг, и в этот же день население деревни Кирьясало ушло в Финляндию. Территория бывшей республики в 1927 году вошла во вновь образованный Куйвозовский финский национальный район с центром в деревне Куйвози (с 1930 года в посёлке Токсово). В 1939 году территория была присоединена к Парголовскому району.
Для советской власти эти события послужили поводом воспринимать ингерманландцев как неблагонадёжный элемент.

### Эстонская Ингерманландия

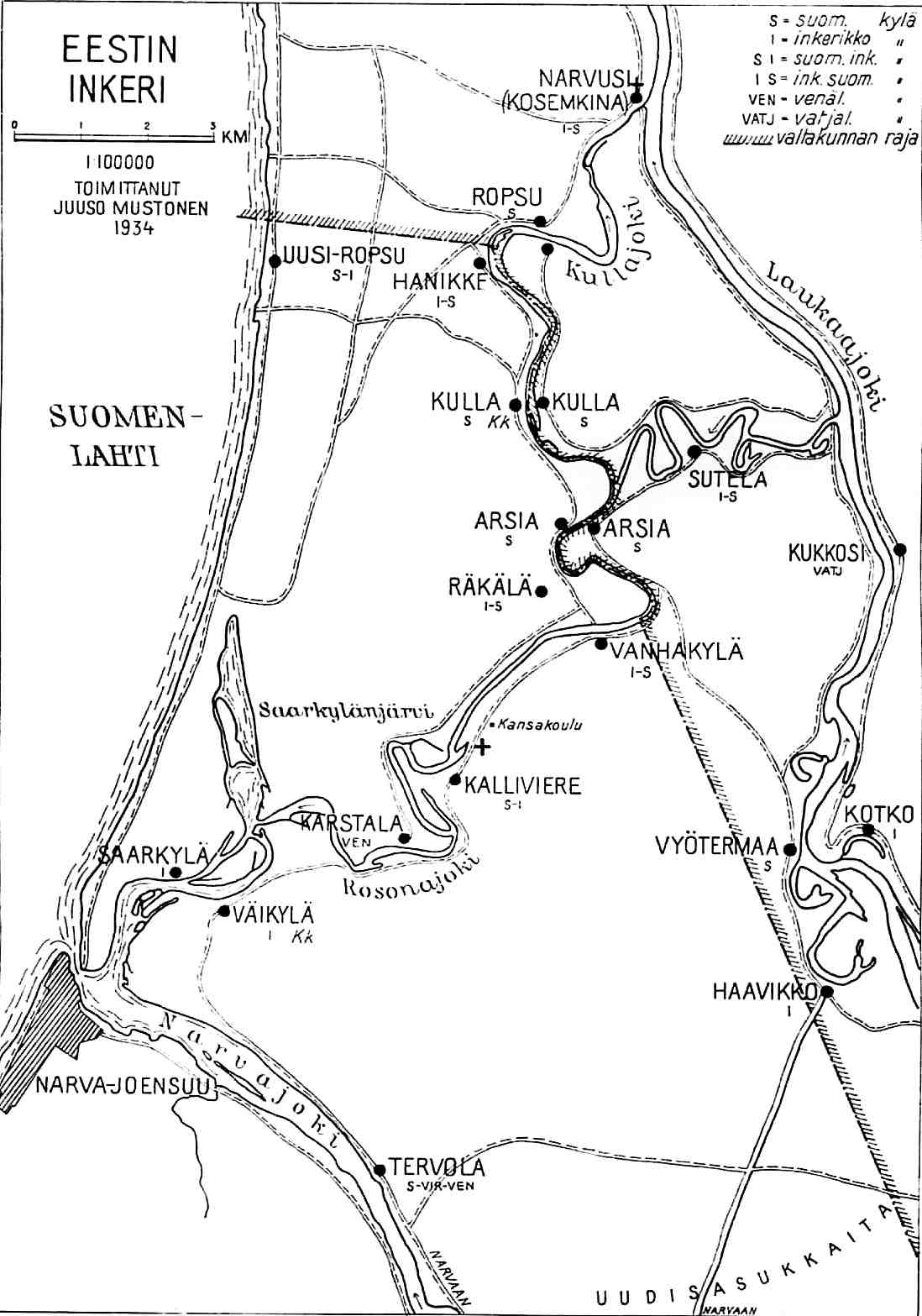
Этнографическая карта Эстонской Ингерманландии. 1934 г.

В 1920 году по условиям Тартуского мирного договора между РСФСР и Эстонией небольшая часть Западной Ингерманландии, так называемая Эстонская Ингерманландия (эст. Eesti Ingeri; фин. Viron Inkeri), расположенная вдоль правого берега реки Нарвы, была включена в состав Эстонской республики. Новая граница прошла между реками Лугой и Нарвой. Образованная на присоединённой к Эстонии территории волость Нарва (эст. Narva vald) включала в себя Ивангород (как район города Нарва), реку Россонь и 13 деревень, где проживали около 1800 человек.
Население Эстонской Ингерманландии было преимущественно финноязычным. Эту территорию на восточном берегу реки Нарва, в особенности северную часть волости Нарва, с древнейших времён населяли народы прибалтийско-финской подгруппы: ижора и водь, а также финны-ингерманландцы. Древнейшим населением этой части Ингерманландии была ижора, впоследствии обращённая в православие. Предположительно их переселение в эти места произошло около 800 лет назад с берегов Ладожского озера. К 1920 году численность ижоры составляла около 900 человек. Они проживали в деревнях Вяйкюля (ныне Венекюля), Саркюля, а также у государственной границы в деревне Ванхакюля (ныне Ванакюля).
Предки финнов-ингерманландцев лютеранского вероисповедания переселились в Принаровье около 300 лет назад из окрестностей Выборга, из прихода Сяккиярви-Виролахти. Ингерманландцев насчитывалось около 700 человек. Они проживали в самой большой деревне — Калливиере (ныне Калливере), а также в деревнях Рякяля (сейчас одноимённое урочище), Арсия, Кулла, Ханике, Раякюля и Алакюля. Деревни Раякюля и Алакюля были построены в лесу на осушенных болотах уже после образования государственной границы. Наряду с ними возникли ещё несколько ингерманландских хуторов, названных: Ууси Арсия (Новая Арсия), Ууси Фётермаа (Новая Фёдоровка) и Ууси Ропсу (Новая Ропша).
Одна деревня в Эстонской Ингерманландии была полностью русской, это деревня Карстала (ныне Коростель), расположенная на берегу реки Россони, между деревнями Калливере и Вяйкюля. Вторая часть деревни, лежащая на противоположном берегу Россони, называлась Горка. Всего русских в Эстонской Ингерманландии насчитывалось около 200 человек.
Эстонцев в Эстонской Ингерманландии было не больше чем русских, также около 200 человек. Они служили в пограничной страже, школьными учителями и занимались сельским хозяйством. Представителей православного народа водь в Эстонской Ингерманландии проживало несколько семей. Всего в Эстонской Ингерманландии в 1920-х годах проживали около 2000 человек.
К 1935 году количество населения и национальный состав Эстонской Ингерманландии поменялись незначительно:
| № | Этнос          | Население | %     |
| - | -------------- | --------- | ----- |
| 1 | Ижора          | 920       | 49,0  |
| 2 | Ингерманландцы | 594       | 31,6  |
| 3 | Русские        | 216       | 11,5  |
| 4 | Эстонцы        | 137       | 7,2   |
| 5 | Водь           | 14        | 0,7   |
|   | Всего          | 1881      | 100,0 |

Территория Эстонской Ингерманландии с 1920 по 1940 год находилась в составе Эстонии — уезд Вирумаа, волость Нарва, в 1940 году вошла в состав Эстонской ССР, а в 1944 году была передана в состав Ленинградской области РСФСР.

### В СССР

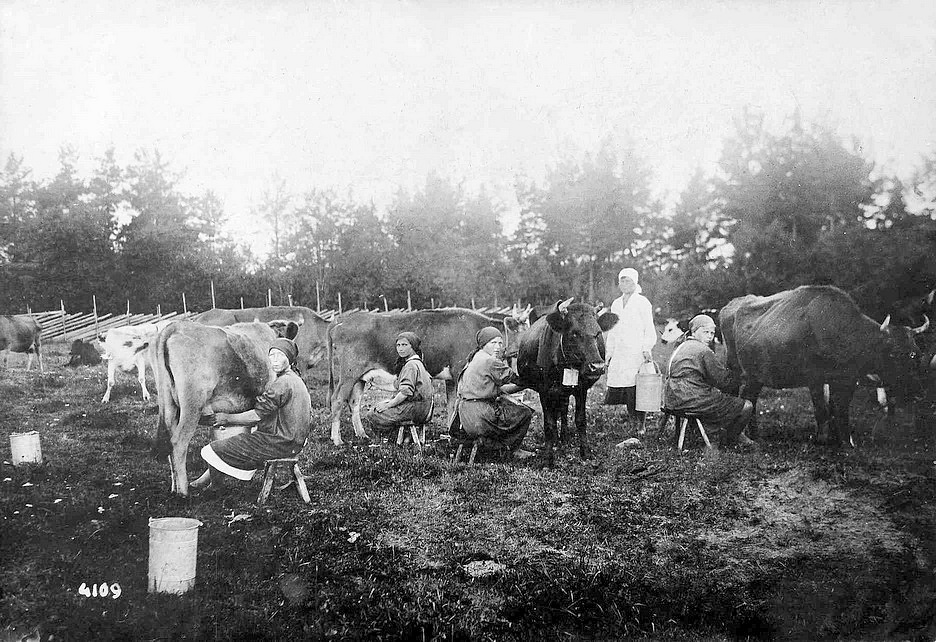
Финский национальный колхоз «Красная Авлога», 1936 год.
Деревня Верхние Никулясы

В конце 1920-х годов в рамках политики «коренизации» в Ингерманландии были созданы национально-административные единицы низового уровня. На Карельском перешейке статус национального финского получил Куйвозовский (с 1936 года — Токсовский) район, языком административного управления в нём был финский. Кроме того, к 1929 году было образовано 59 финских, 1 ижорский и 2 эстонских национальных сельсовета. В 1931 году насчитывалось 60 финских, 18 эстонских и 8 ижорских сельсоветов.
К середине 1930-х годов их количество увеличилось, в Куйвозовском районе было 23 финских национальных сельсовета, в Ленинградском Пригородном районе — 17 финских и 3 немецких, в Красногвардейском районе — 13 финских, в Кингисеппском районе — 10 (ижорские, финские и эстонские). В период коллективизации было создано также несколько сотен национальных колхозов, на январь 1933 года из них было: 434 финских, 129 эстонских, 24 ижорских и 22 немецких. Также в этот период широкое развитие получило школьное образование на языках национальных меньшинств. Помимо общеобразовательных школ открывались техникумы и отделения институтов с преподаванием на финском и эстонском языках.
Однако во второй половине 1930-х годов в национальной политике произошёл коренной поворот: обучение в школах с 1938 года было переведено с национальных языков на русский язык, а в 1939 году упразднены все национальные административные единицы. Токсовский район был включён в состав Парголовского района, а национальные сельсоветы частью включены в состав соседних, частью преобразованы в обычные сельсоветы. Кроме того, в 1937—1938 годах в Ингерманландии были закрыты все лютеранские приходы.
С 1930-х годов, во время развёртывания массового террора в СССР и усиления антифинской государственной политики, термин «Ингерманландия» стал исключаться из выступлений партийных и советских руководителей, сошёл со страниц печати, не употреблялся в радиопередачах, а затем выпал и из научной литературы. За его использование можно было подвергнуться репрессиям, так например за издание своей книги «Советская Ингерманландия», был арестован и скончался в заключении кандидат философских наук, преподаватель Герценовского института, заведующий издательством «Кирья» И. М. Леметти.
С начала 1930-х годов население Ингерманландии подверглось репрессиям со стороны советских властей, итогом которых стало практически полное исчезновение ингерманландцев из районов их традиционного проживания ко второй половине 1940-х годов. Можно выделить пять «волн» репрессий в их отношении. Три «волны» до войны: 1930—1931, 1935—1936 и 1937—1938 годов, а также две «волны» во время и после войны: 1941—1942 и 1944—1947 годов. В 1935—1936 годах на западе Ингерманландии прошла «чистка» эстонского населения, в общей сложности репрессиям было подвергнуто более 20 000 эстонцев. После депортаций основной части прибалтийско-финского населения, а также в ходе послевоенных репрессий, национальный состав Ингерманландии коренным образом изменился.
До середины 1980-х годов упоминание об ингерманландцах и само слово Ингерманландия можно было встретить только в некоторых специализированных изданиях. Лишь начиная с 1987 года, когда один из номеров петрозаводского журнала «Пуналиппу» опубликовал статью ленинградского этнографа А. В. Крюкова «Ингерманландия и ингерманландцы», наступил своеобразный прорыв и термин «Ингерманландия» начал выходить из забытья.

### В Российской Федерации
На конец XX — начало XXI веков Ингерманландия — это «район расселения прибалтийско-финских народов на территории современной Ленинградской области». За период с 1991 года о ней было написано множество научных работ в области истории, лингвистики, фольклористики, религиоведения. Ингерманландскому вопросу были посвящены несколько тысяч газетных публикаций. Она стала упоминаться в текстах официальных документов. Например, в 1994 году правительство России утвердило «Перечень государственных природных заповедников», в который вошёл новый заповедник федерального значения Ингерманландский.
В современных российских СМИ топоним Ингерманландия чаще всего означает историческую территорию, названную так в XVII веке и являвшуюся в начале XVIII века административной единицей. В основном она определяется как историческое место жительства или историческая родина ингерманландцев, при этом, в отличие от научных работ, большинство российских СМИ единодушно в том, что речь идет об исторической территории, которой больше не существует. Такое отношение коренным образом отличается от финского представления, в котором Ингерманландию считают отдельным финским, с точки зрения населения, регионом России. В российских же СМИ Ингерманландия вообще не определяется финским регионом, а её немногочисленное финское население является лишь одним из свидетелей долгой и многообразной истории края.

## Церковь Ингрии

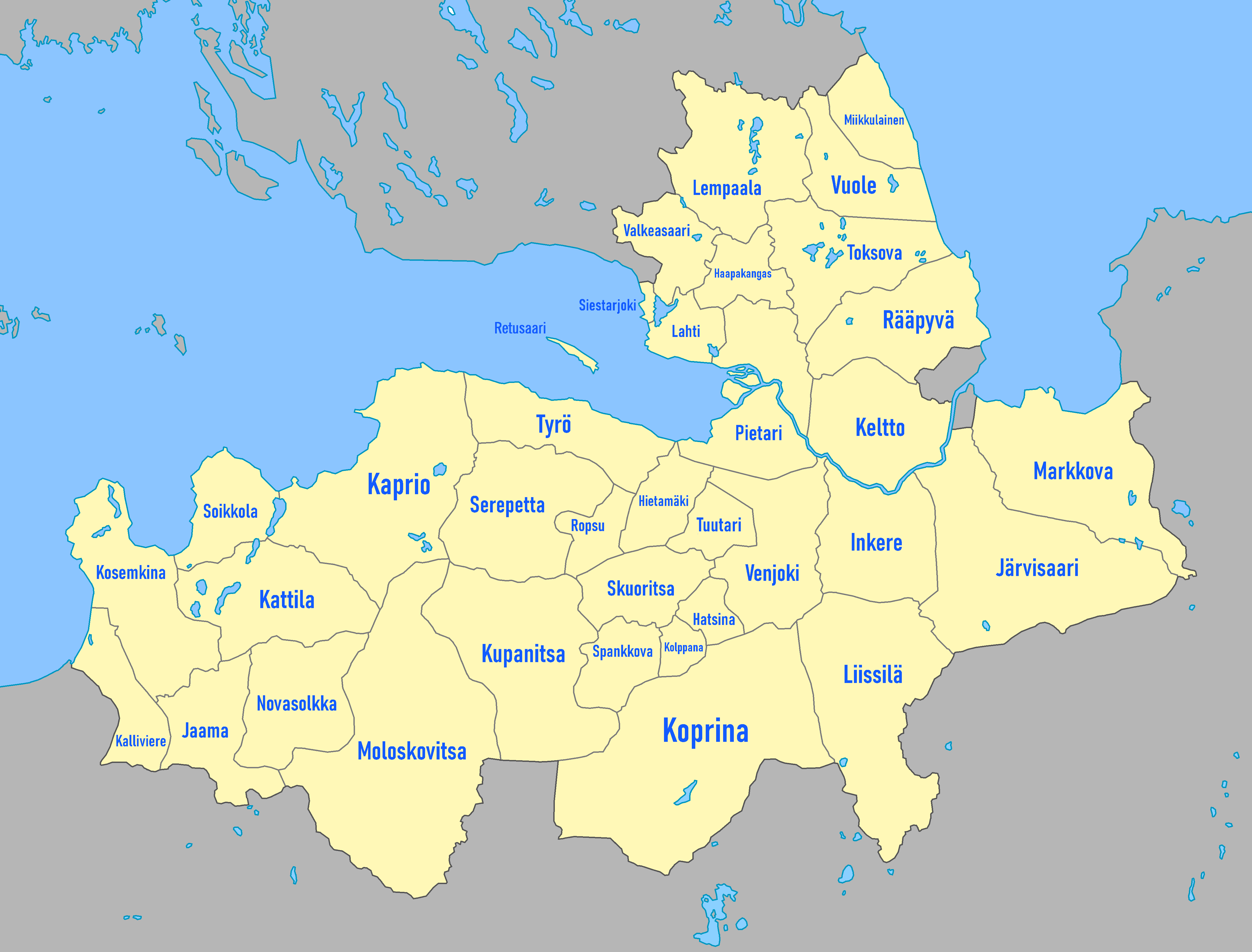
Исторические приходы Церкви Ингрии (1930-е годы)

В 1611 году в Ингерманландии был основан первый лютеранский приход — Лемпаала, в составе Выборгской епархии Церкви Швеции. На 2024 год он является старейшим действующим лютеранским приходом на территории исторической области Ингерманландии.
Во времена шведского владычества делами поставления священников и содержания храмов заведовала суперинтенденция, а затем — Консистория в Нарве. Четыре асессора при суперинтенденте представляли интересы, соответственно, финского, шведского, русского и немецкого населения. Ко времени возвращения Ингерманландии в состав России в ней насчитывалось 28 приходов, имевших многочисленные филиалы и разделённых на три пробства.
В 1720 году, после победы России в Северной войне, Нарвская суперинтенденция была передана Юстиц-коллегии Лифляндских и Эстляндских дел, в 1727 году — Консисториальному отделу Юридической коллегии при Святейшем правительствующем синоде, а в 1734 году — Консисториальному заседанию Юстиц-коллегии лифляндских и эстляндских дел. В том же 1734 году императрица Анна Иоанновна подарила финско-шведской общине участок в Санкт-Петербурге, в районе современного Невского проспекта, на котором была построена первая деревянная церковь во имя Святой Анны. После разделения общины в 1745 году на шведскую и финскую, финская община осталась на прежнем месте. В 1767 году финны построили церковь Святой Марии, которая стала главной финской церковью России. По данным 1853 года в Санкт-Петербургской губернии значился 21 ингерманландский приход с общей численностью прихожан 85 366 человек и 20 пасторов.
До революции ингерманландские лютеране были объединены в общины по приходам. Приходами управляла Санкт-Петербургская консистория, в ведении которой состояли 21 сельский финноязычный приход, четыре городских прихода (в Санкт-Петербурге, Нарве, Гатчине и Кронштадте) и два прихода за пределами Ингрии. Самыми большими приходами были городской приход Святой Марии (15 000 чел.) в Санкт-Петербурге и в сельской местности приходы Венйоки (13 000 чел.) и Токсова (11 000 чел.); самый маленький — приход Серепетта (1500 чел.).
В первые годы Советской власти отношение государственных структур к финской церкви было достаточно лояльным, что позволило финнам не только организовать собственную Церковь, но начать вести проповеди на русском языке. В январе 1919 года представители финских приходов собрались в Петрограде и сформировали Комитет финско-ингерманландских евангелическо-лютеранских общин, а в конце сентября того же года Комитет принял решение об объявлении Финской церкви Ингерманландии независимой, так как Генеральной консистории более не существовало.
3 марта 1921 года Российский евангелическо-лютеранский епископский совет официально провозгласил, что отныне приходы Церкви Ингрии образуют самостоятельный синодальный округ с консисторией. В Москве был организован Генеральный синод, существовавший до 1935 года, при котором позднее возник епископский совет. Его председателем стал пробст Феликс Фридольф Реландер, гражданин Финляндии, посвящённый в 1921 году в сан епископа финских лютеранских приходов. В 1925 году Феликс Реландер умер, а его обязанности перешли к консистории из трёх пасторов и четырёх мирян. Один из этих пасторов — Селим Ялмари Лауриккала (1882—1957), настоятель прихода Ряяпювя стал председателем консистории, но епископом не именовался. При нём руководство приходами осуществлял Ингерманландский евангелическо-лютеранский Главный церковный совет состоявший по уставу из двух духовных и пяти прочих лиц, избираемых на три года. Однако такое положение сохранялось недолго. Постановлением Президиума ВЦИК от 8 апреля 1929 года были запрещены обучение в приходах, работа с молодёжью и все виды социального служения. В 1930-х годах все ингерманландские приходы были закрыты, пасторы и наиболее активные прихожане эмигрировали или были репрессированы, церкви и их имущество конфискованы.
Вплоть до 1970-х годов на территории Ингерманландии действовали молитвенные группы, собиравшиеся на кладбищах и в частных квартирах. Поскольку лютеранских приходов не было, таинство крещения многие принимали в православных храмах, однако православными себя не считали. Первый возрождённый лютеранский приход на территории исторической области Ингерманландии открылся в Пушкине в 1977 году.
10 июля 1991 года совет Ингерманландского пробства Евангелическо-лютеранской церкви Эстонии принял решение о создании независимой Церкви Ингрии. 1 января 1992 года с согласия Евангелическо-лютеранской церкви Эстонии Ингерманландское пробство было преобразовано в независимую Евангелическо-лютеранскую церковь Ингрии. Российские власти зарегистрировали новую церковь 14 сентября 1992 года. Предстоятелем церкви стал Лейно Хассинен, в 1993 году хиротонисаный в епископы.
В начальный период большинство прихожан Церкви Ингрии составляли этнические ингерманландцы, однако их количество постепенно сокращается, поэтому большинство приходов имеют смешанный или чисто русскоязычный состав. С начала 2000-х годов русский язык официально стал главным богослужебным языком в ЕЛЦИ.

## Символы Ингерманландии

### Герб

Герб Ингерманландии
1730 г.

Первое изображение предшественника нынешнего герба Ингерманландии — шведского герба Ивангорода — приведено в 1581 году в хронике Лаурентиуса Петри. Поле герба было синего цвета, крепостные стены — красными, а поток — серебряным. В верхнем поле герба находился золотой крест, который исчез в более поздних вариантах, в нижнем поле — три серебряных ядра. Герб Ингерманландии с такой цветовой гаммой использовался до первой половины XVII века. В 1660 году цветовая гамма была иной: поле герба стало синим, стены — серебряными, а поток — светло-зелёным. При Карле XII герб приобрёл современную гамму — на золотом поле синий речной поток, по обеим сторонам которого расположены красные крепостные стены. Жёлтый цвет здесь символизирует поля Ингерманландии, синяя полоса — Неву, красные зубцы — кирпичные стены пограничных крепостей.
В 1728 году под руководством генерал-губернатора Ингерманландии Христофора Миниха был разработан ещё один герб.

Сенатъ, указомъ 8 Марта 1730 года, утвердилъ, представленные Генераломъ Графомъ Минихомъ, следующіе гербы, для полевыхъ, гарнизонныхъ и ландмилицкихъ войскъ… Въ золотомъ щитѣ, на голубомъ или лазоревомъ полѣ, две бѣлыя стѣны съ зубцами, наискось — расположенныя.

Официально утверждённый в 1730 году, этот герб в качестве полковой эмблемы размещался на амуниции (до 1775 г.) и знамёнах (до 1797 г.) Ингерманландских пехотного и драгунского полков.
В 1919 году капитан Западно-Ингерманландского полка Э. И. Хааппакоски на основе герба Ингерманландии в прорисовке времён Карла XII создал упрощённый вариант, который в период существования республики Северная Ингрия использовался в качестве полковой нарукавной нашивки Северо-Ингерманландского полка. Этот герб печатался на почтовых марках Северной Ингрии, его изображение использовалось в печатях и наградах республики. Современный вариант герба и его прорисовку определил в 1989 году известный финский геральдист Kari Kalervi Laurla.

### Флаг

Флаг Ингерманландии

Жёлто-сине-красный флаг со скандинавским крестом, который символизирует веру в Бога, а также общую культурную традицию с северными странами, на основе цветов герба Ингерманландии времён Карла XII, создал в марте 1919 года капитан Западно-Ингерманландского полка Ээро Илмари Хаапакоски (фин. E. I. Haapakoski). Полковое знамя практически сразу стало восприниматься как национальный символ ингерманландских финнов.
Под этим флагом воевал и Северо-Ингерманландский полк, созданный в июне 1919 года на севере Петроградской губернии в селении Кирьясало (ныне на территории Всеволожского района Ленинградской области). Восставшие против продразвёрстки крестьяне удерживали это селение под своим контролем полтора года. Ими был избран Временный комитет Северной Ингерманландии (фин. Pohjois-Inkerin Hoitokunta) и провозглашена идея создания независимого государства. В июне 1919 этот флаг был поднят в качестве государственного флага республики Северная Ингрия, а в сентябре флаг был освящён.
После заключения Тартуского мира, 6 декабря 1920 года государственный флаг был торжественно спущен и вывезен в Финляндию. 11 марта 1921 года Временный комитет Северной Ингерманландии на своём внеочередном собрании утвердил его размеры и цвета (жёлтый, синий, кирпично-красный) как национального ингерманландского флага. Пропорции элементов флага: длина 18 (5 + ½ + 2 + ½ + 10) единиц и высота 11 (4 + ½ + 2 + ½ + 4) единиц, где ширина синего креста — 2 единицы, а красной окантовки — ½. Является официальным флагом ингерманландской национально-культурной автономии. Является официальным символом Ингерманландии.

### Другие символы
У Ингерманландии нет официально утверждённого гимна, однако с конца XIX века главным музыкальным символом финноговорящей Ингерманландии является произведение Моозеса Путро «Nouse, Inkeri».
Цветочным символом Ингерманландии, за жёлто-сине-красную гамму, совпадающую с геральдическими цветами ингерманландского флага, в 1996 году была выбрана фиалка трёхцветная (лат. Víola trícolor) или анютины глазки.

## Народы и этническая история

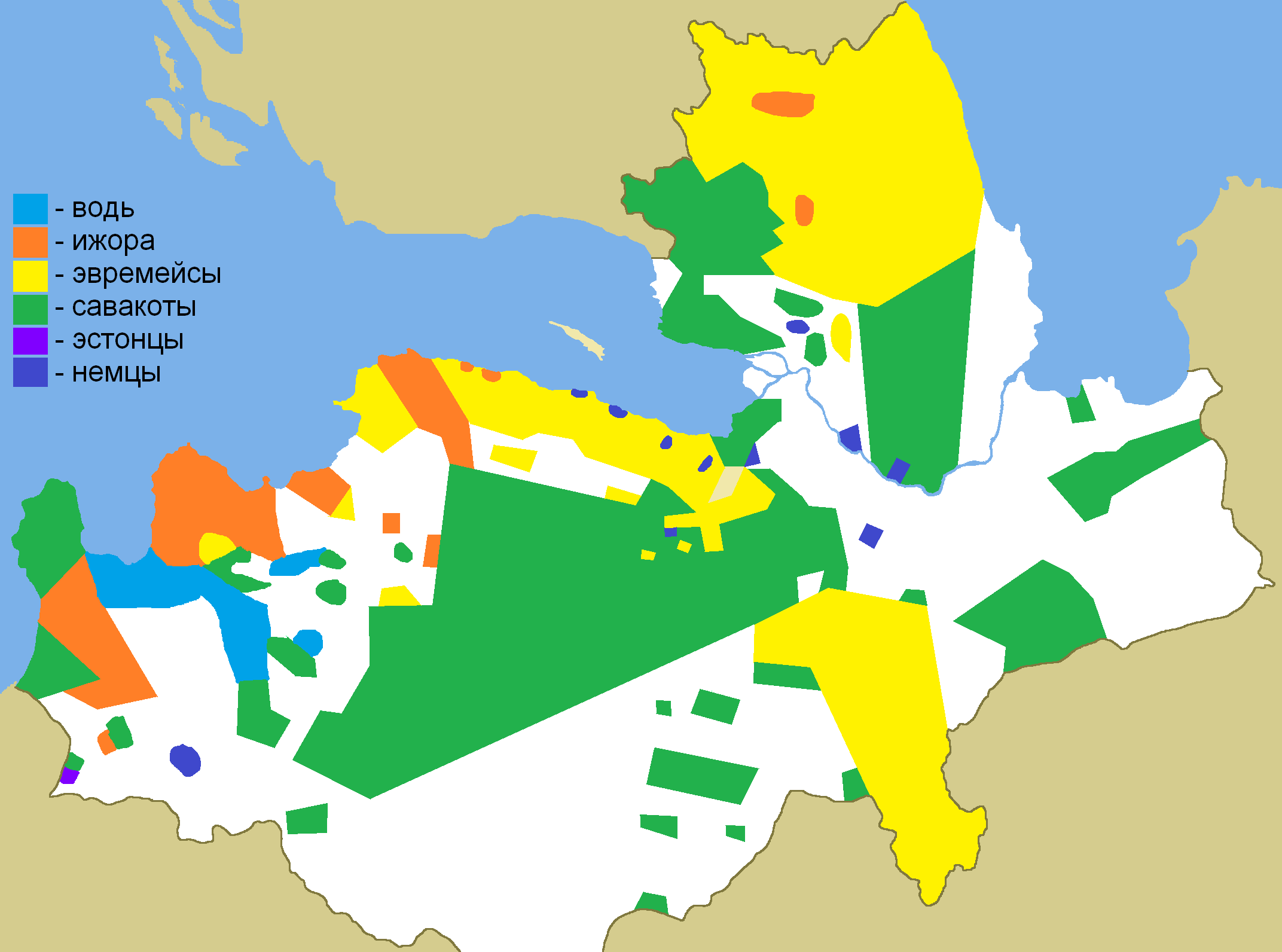
Этнографическая карта Ингерманландии. 1849 год

Древнейшим населением Ингерманландии были саамы — древний оленный народ финно-угорского происхождения, некогда населявший всю Карелию, в том числе — Карельский перешеек. О его древнем присутствии на территории Ингерманландии остались в основном свидетельства в топонимике края: в частности, в Ореховском уезде Водской пятины, в XV—XVII веках занимавшем восточную часть Ингрии, существовал Егорьевский Лопский погост или Лопца (лопь — летописное название саамов), при шведах (XVII век) — лютеранский приход Лоппи. Затем появились карелы, водь и чудь, позднее славяне: сперва это были кривичи, потом новгородские славяне.
Наиболее ранним населением этих земель, сохранившимся до XXI века, можно считать водь. С XII века по письменным источникам известно о присутствии здесь ижоры, примерно в это же время началось земледельческое освоение Ижорской возвышенности славянскими переселенцами. Массовое заселение побережья Невы русским и ижорским населением началось после строительства крепости Орешек и заключения в 1323 году Ореховского мира между Новгородом и Швецией. С XIII века население края обратилось в православие, хотя значительные пережитки прежних верований ощущались ещё в середине XVI века. На рубеже XV—XVI веков по данным писцовой книги Водской пятины население Ижорской земли носило полиэтнический характер: в списках встречаются жители с прозвищами «чудин», «ижерянин», «корелянин», в основном же крестьяне носили православные имена и прозвища, от них образованные.
В начале XVII века на территорию провинции Ингерманландия шведская администрация начала переселять финноязычных лютеран — эвремейсов из провинции Эуряпяя (фин. Äyräpää) и савакотов из провинции Саво, а также прибыло незначительное количество шведов и немцев. При этом из-за притеснений шведских властей сильно сократилось православное население, в первую очередь русское.
После возвращения Ингерманландии в состав России в начале XVIII века произошло новое заселение края русскими крестьянами, в конце века началось переселение немцев-колонистов, затем незначительное переселение эстонцев. В целом этнические процессы XVIII—XIX веков характеризовались ростом доли русского населения в Ингерманландии и сокращением доли прибалтийско-финского населения. В XX веке этот процесс усилился, и в XXI веке на территории Ингерманландии водь, ижора и ингерманландские финны составляют лишь незначительное меньшинство, основное же население — русские.

### Водь

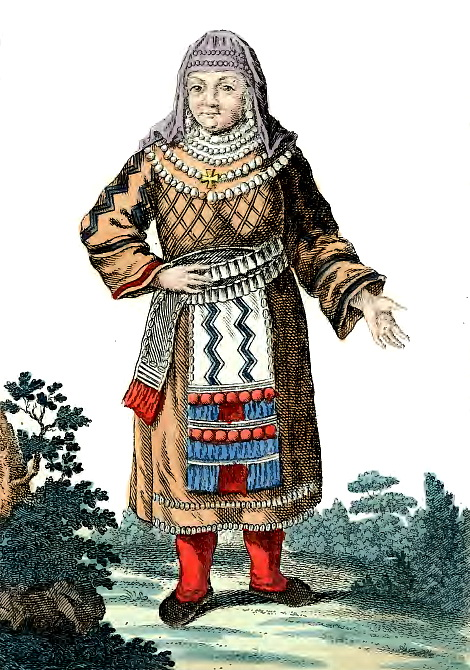
Водская крестьянка. 1799 год

Водь — древнейшее население Северо-Запада России, первое письменное сообщение о ней относится к Новгородской летописи 1069 года. По имени народа водь была названа одна из административно-территориальных единиц Новгородской республики — Водская пятина. Водь играла значительную роль в жизни Новгорода. Историки определяют границы Водской земли так: на западе Водская земля граничила с Лужской «волостью», на востоке — с Ижорской землёй.
Вместе с ижорой водь является коренным населением территории Ингерманландии. В XIII веке населённые водью территории простирались от реки Нарвы до реки Ижоры и от Финского залива до города Гдова. В XII—XIII веках водь упоминалась в папских буллах среди языческих племён. Переход под власть Новгорода имел следствием принятие водью христианства в форме православия. В 1484 и 1488 годах большое число води было силой вывезено в среднерусские земли, а на их место переселили русских.
Водский язык близок северо-восточному прибрежному и восточным диалектам эстонского языка: северные эстонцы и водь понимают друг друга без труда и происходят от общих предков. Водь принадлежит к восточно-прибалтийскому типу и исключительно светловолоса: у 80 % мужчин и у 76 % женщин волосы белые или золотистые.
В опубликованных в 1849 году пояснениях к этнографической карте Петербургской губернии академик П. И. Кёппен зафиксировал проживание води в районе устья реки Луги, к югу от села Копорье, а также отдельными очагами от Ямбурга до форта Красная Горка на Финском заливе. По данным П. И. Кёппена, в 1848 году води в Ораниенбаумском уезде было 1475 человек, в Ямбургском — 3673, всего 5148 человек (2487 мужчин и 2661 женщина) в 32 водских селенях. Водь составляла около 1,3 % крестьянского населения Ингерманлании.
По данным, сохранившимся в Архиве Академии наук, в 1926 году води на территории Ингерманландии осталось 844 человека. После 1926 года водь исчезла из переписных листов, вожан стали записывать русскими или ижорой. В 1943 году вместе с ингерманландскими финнами и ижорой в Финляндию через концлагерь Клоога было отправлено 800 человек води, практически весь народ. В 1944 году, по возвращении в СССР, так же как ижора и ингерманландские финны, водь была принудительно выселена в Псковскую, Новгородскую, Великолуцкую, Ярославскую области, затем в Карелию и Сибирь. Многие бежали из мест поселения домой, но наряды милиции вылавливали бежавших и отправляли назад. Только после 1953 года появилась возможность вернуться в родные деревни, но это удалось немногим, так как дома были разрушены или заняты новыми хозяевами. Тем, кто вернулся, было запрещено пользоваться водским языком вне дома, во многих семьях совсем перестали говорить по-водски. На начало XXI века водь относится к списку исчезающих народов России. По данным переписи населения 2010 года, води на территории исторической Ингерманландии осталось 30 человек.

### Ижора

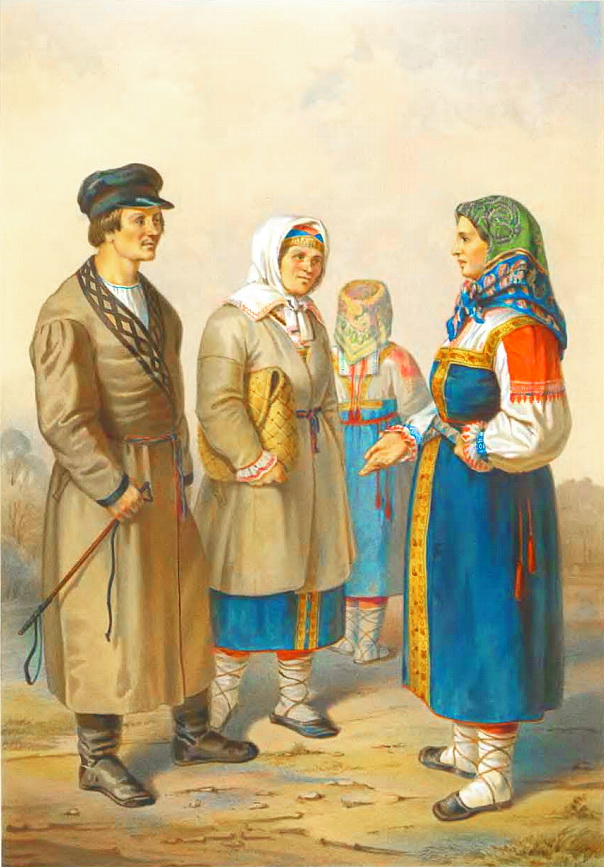
Ижорские крестьяне. 1862 год

О происхождении ижоры существуют две гипотезы. Согласно первой, «поздней» версии ижора произошла от карел переселившихся в первых веках второго тысячелетия с Карельского перешейка и Северо-Западного Приладожья на территорию Центральной и Восточной Ингерманландии. Согласно второй, «ранней» версии, ижора — результат переселения в 800—1300 годах н. э. общего предка карел и ижоры, из юго-восточного Приладожья. По языку и культуре ижора и сейчас ближе всего к карелам.
Первым достоверным упоминанием об ижоре является её упоминание во второй половине XII века в булле папы Александра III к первому Упсальскому епископу Стефану, написанной между 1164 и 1181 годами. Ижорский староста «старейшина в земле Ижерстей, именем Пелгусий (или Пелгуй)» в 1240 году предупредил князя Александра (будущего Невского) о высадке шведов на берегу Невы. От имени народа произошли топонимы Ижорская возвышенность и Ижорская земля.
Обособлению ижоры от карел способствовало заключение в 1323 году Ореховского мира, по которому были разграничены владения Швеции и Новгородской земли. После этого ижора осталась во владениях Новгорода, а карелы западной части Карельского перешейка оказались на шведской стороне. Вхождение в состав Новгородской земли определило мощное воздействие на ижор славянской культуры и принятие ими христианства в форме православия, хотя длительное время сохранялись языческие пережитки (на это ещё в XVI веке жаловался новгородский архиепископ Макарий).
Первые сведения о численности ижоры были приведены академиком П. И. Кёппеном. Согласно его данным, в 1848 году ижора проживала в 222 селениях шести уездов Санкт-Петербургской губернии и насчитывали 17 800 человек. Перепись 1897 года насчитала 13 715 представителей этой национальности. В устье реки Луги ижора граничила с водью, далее отдельными очагами чересполосно с ингерманландскими финнами и русскими они населяли побережье Финского залива до Ораниенбаума. Традиционно ижора занималась земледелием, скотоводством, рыболовством и лесным промыслом.
Во время Второй мировой войны представители ижоры были вывезены в Финляндию на принудительные работы. После подписания Финляндией соглашения о перемирии они вернулись в СССР, однако не в родные места, а на поселение в Ярославскую, Калининскую, Новгородскую, Псковскую и Великолукскую области. Возвращаться в места исконного проживания они получили возможность только в середине 1950-х годов, однако вернуться смогли не все.

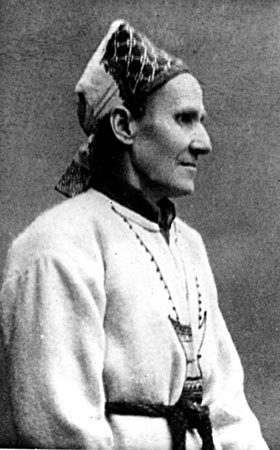
Ларин Параске

Ижорский язык относится к прибалтийско-финской группе финно-угорских языков и происходит от древнекарельского. В ижорском языке выделяются четыре диалекта. В 2009 году он был включён ЮНЕСКО в Атлас исчезающих языков мира как «находящийся под значительной угрозой исчезновения». Вплоть до последнего времени ижорский язык сохранялся на Сойкинском полуострове, в некоторых деревнях на реке Коваши, в низовьях реки Луги вплоть до деревень Извоз и Манновка, а также в деревнях Ванакюля, Венекюля и деревне Липово на Кургальском полуострове.
Фольклор ижоры известен по устному народному творчеству — песням-рунам сказителей-рунопевцев. Ижорский народ сохранил в своей памяти руны общего с карелами и финнами эпоса, известного широкому читателю как «Калевала», отдельные части которого, такие как сказание о Куллерво, оказались известны только ижорским рунопевцам. За полтора века исследований (начиная с 1847 года) фольклористам удалось записать свыше 120 тысяч старинных ижорских песен так называемой «калевальской» метрики у более чем 2 тысяч ижорских исполнителей. Самой известной из них была Ларин Параске (Прасковья Никитина), жившая (1833—1904) на севере Ингерманландии. В ижорских деревнях пели почти все, но она превзошла всех. От неё записано 1152 песни, 1750 пословиц, 336 загадок, множество причитаний. Она знала более 32 тысяч стихов. Ещё одним известным исполнителем рун был Онтропо Мельников.
Современные представители ижоры проживают в основном в Ломоносовском и Кингисеппском районах Ленинградской области (ранее они жили также в некоторых сёлах Гатчинского и Всеволожского районов). В 2002 году ижоры были внесены в Единый перечень коренных малочисленных народов Российской Федерации, утверждённый постановлением Правительства Российской Федерации от 24 марта 2000 года № 255 «О Едином перечне коренных малочисленных народов Российской Федерации». К началу XXI века почти полностью ассимилированы, количество говорящих на родном языке — незначительно. Средний возраст ижоры составляет ныне 70,5 лет. По данным переписи населения 2010 года, ижоры на территории исторической Ингерманландии осталось 158 человек.

### Ингерманландцы

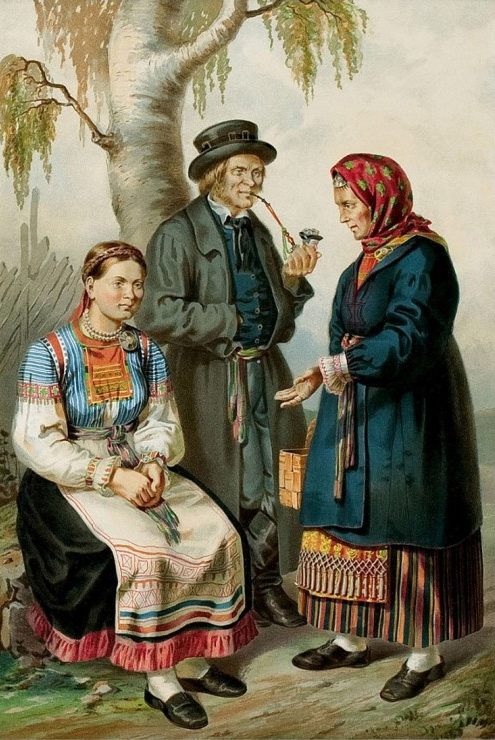
Ингерманландцы. Савакоты и Эвремейсы. 1862 год

Ингерманландцы — коренной народ Северо-Западного региона России. Этническая группа ингерманландцев сложилась в XVII веке в результате переселения в Ингерманландию шведской администрацией финноязычных лютеран: части эвремейсов из северо-западной части Карельского перешейка и части савакотов из провинции Саво, находившейся в восточной области Великого герцогства Финляндского. По одним данным, к середине XVII века они составляли 33 % населения провинции, являясь опорой лютеранства. По другим данным: в 1656 году они составляли 41,1 % от общего населения Ингерманландии, в 1671 году — 56,9 %, а в 1695 году — 73,8 %. При этом представление, что ингерманландцы — исключительно переселенцы, не совсем точно. Ввиду того, что определяющим этническим фактором в то время была вера, финноязычная ижора и вожане, принявшие лютеранство, также стали частью ингерманландского этноса. С ингерманландцами исторически связана деятельность Евангелическо-лютеранской церкви Ингрии (ЕЛЦИ).
Ингерманландцы и жившие в Ингерманландии финны — финляндские подданные и их потомки, оказавшиеся на её территории в XIX веке, составляли группы населения, различия между которыми носили ярко выраженный характер и общение между которыми практически отсутствовало. Согласно переписи 1897 года в России насчитывалось 143 000 финнов, состоявших главным образом из ингерманландцев. В 1926 году ингерманландцев или так называемых «ленинградских финнов» насчитывалось 114 831 человек. В советский период в рамках политики «коренизации» в конце 1920-х — начале 1930-х годов в районах компактного проживания финнов-ингерманландцев были созданы национально-административные единицы низового уровня. На Карельском перешейке статус национального финского получил Куйвозовский (с 1936 года — Токсовский) район, языком административного управления в нём был финский. В середине 1930-х годов был выдвинут проект создания и второго финского района из 11 сельсоветов с центром в Тайцах либо в Дудергофе. Этот план, однако, не был реализован. Кроме того, было образовано более шестидесяти финских национальных сельсоветов. В период коллективизации было создано также несколько сот финских колхозов, к началу 1936 года их насчитывалось 580.

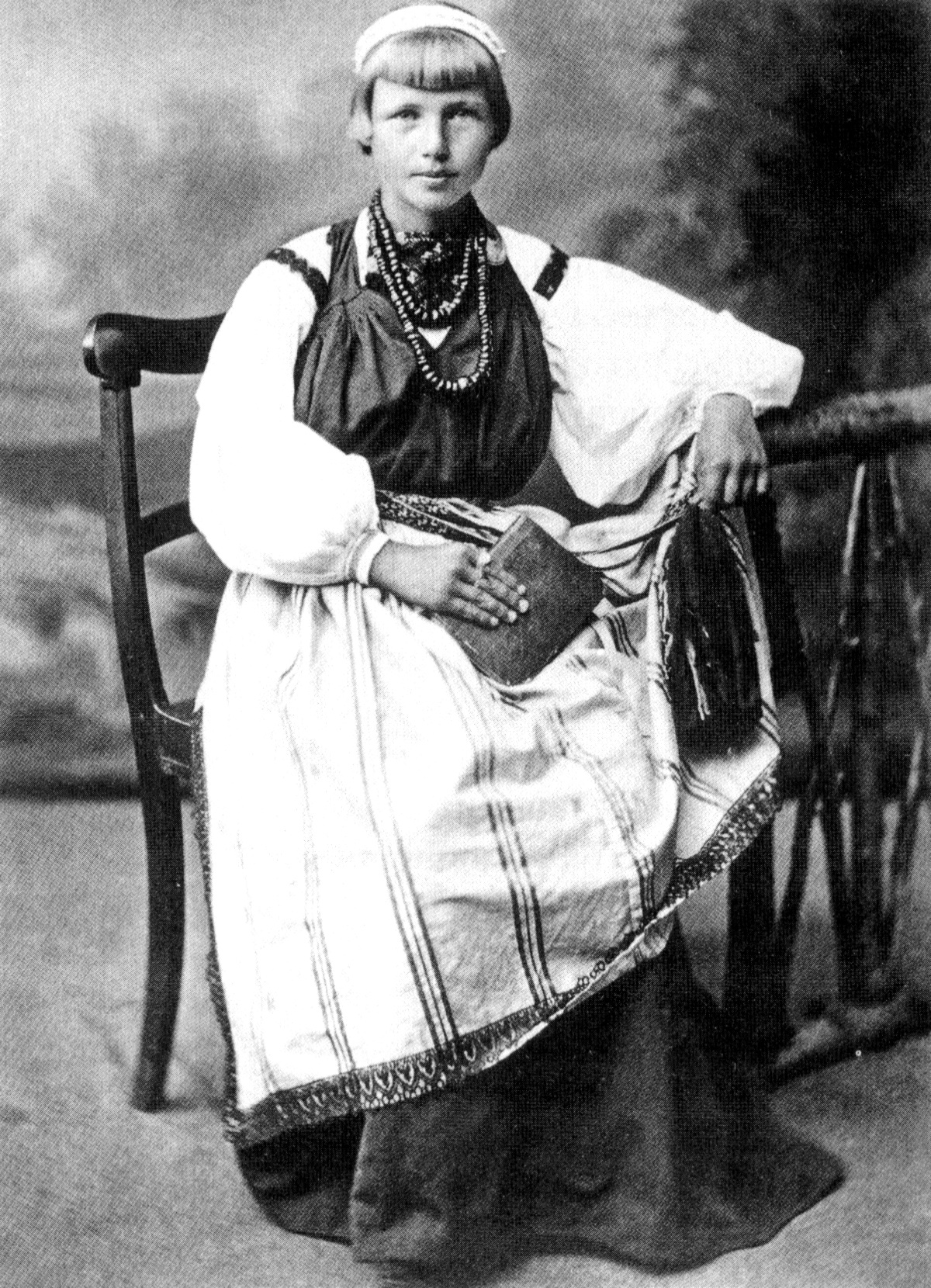
Ингерманландка-эвремейс. 1877 год

С начала 1930-х годов ингерманландское население подверглось массовым репрессиям со стороны советских властей. В отношении ингерманландцев можно выделить пять «волн» депортаций, три «волны» до войны: 1930—1931, 1935—1936 и 1937—1938 годов, а также две «волны» во время и после войны: 1941—1942 и 1944—1947 годов, итогом которых стало практически полное исчезновение их из Ингерманландии ко второй половине 1940-х годов.
В 1943 году в соответствии с соглашением между Германией и Финляндией находившиеся в зоне оккупации ингерманландцы (а также ижора и водь) были вывезены в Финляндию, а после перемирия с Финляндией были возвращены в СССР и расселены в центральных областях РСФСР (Калининская, Ярославская и некоторые другие). Те, кто попытался вернуться в свои деревни, были выселены вторично в 1947 году. Возвратиться в родные деревни в конце 1950-х годов удалось только части ингерманландцев, по данным переписи 1959 года, в Ленинградской области проживало 20 043 финна, ещё 3150 человек проживали в Ленинграде.
В 1993 году вышло постановление Верховного Совета Российской Федерации о реабилитации российских финнов. Все репрессированные, даже дети, родившиеся в выселенных семьях, получили справки о реабилитации и «о прекращении дела». Фактически, однако, на этом реабилитация и закончилась — в указе отсутствовал механизм его реализации, всё оказалось возложено на местные власти, и более того, было заложено неразрешимое противоречие: «мероприятия по расселению и обустройству российских финнов, возвратившихся в места традиционного проживания,… проводить без ущемления прав и законных интересов граждан, проживающих на соответствующих территориях». Это положение фактически лишало реабилитированных шансов на то, чтобы вернуть родной дом или землю.
По статистике, представленной на VI Мировом конгрессе славистов 2000 года, от сталинских репрессий 1930-х — 1940-х годов погибла почти половина ингерманландцев, 65 тысяч человек. Другим важнейшим итогом репрессивной политики советских властей по отношению к ингерманландцам стал раскол их монолитного ареала проживания на три крупных и множество мелких пространственно разобщённых ареалов. Даже на уровне мелких административных единиц во второй половине XX века они нигде не составляли не только большинства, но и значимого меньшинства. Это «растворение» в русской среде во многом стимулировало процессы генетической ассимиляции и аккультурации ингерманландцев, приведшие к стремительному сокращению их численности, которое в XXI веке приняло однозначно необратимый характер. По данным переписи населения 2010 года, ингерманландских финнов на территории исторической Ингерманландии осталось 3942 человека.

### Немцы

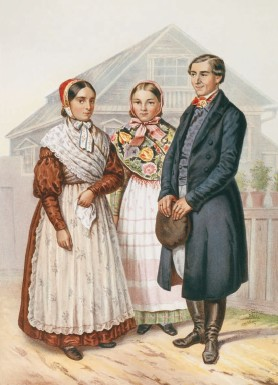
Немцы-колонисты. 1862 год

Первая волна переселения немцев в Ингерманландию произошла в начале XVII века. Это были добровольные переселенцы из мекленбургских, дитмаршенских и бременских дворян, которым шведский король Густав II Адольф по так называемому ландсакту от 16 октября 1622 года предложил имения на льготных условиях, когда каждый мог взять столько земли, сколько были способны обработать прибывшие с ним крестьяне. Эти помещики, разорённые Тридцатилетней войной, прибывали со своими крепостными крестьянами, в результате чего немецкий этнический элемент составил около 1 % населения Ингерманландии. Затем из Северной Германии на опустевшие земли шведской Ингерманландии стали переселяться колонисты — купцы и ремесленники, они селились в городах Ниене и Копорье.
Немцы-колонисты второй волны, поселившиеся в Ингерманландии с 1765 по 1819 год, составили особую этносоциальную группу. В основе своей это были протестанты и в небольшом числе — католики из Пфальца. По данным земской статистики 1881—1882 годов, немцы составляли большинство населения Среднерогатской волости Санкт-Петербургского уезда. В 1897 году среди уездного населения Санкт-Петербургской губернии было 8088 немцев. Вплоть до начала XX века немецкие колонисты сохраняли свою национальную обособленность.
В 1928 году на территории Ленинградского округа (без Ленинграда) проживало 10 634 немца. По итогам переписи 1939 года в Ленинградской области (без Ленинграда) проживало 12 766 немцев. В начале 1941 года на территории исторической Ингерманландии насчитывалось более 50 населённых пунктов с преимущественно немецким населением. 26 августа 1941 года вышло постановление Военного совета Ленинградского фронта № 196/сс «Об обязательной эвакуации немецкого и финского населения из пригородных районов гор. Ленинграда» в Коми АССР и Архангельскую область. Выселению подлежали 88 700 финнов и 6700 немцев, проживающих в восьми районах Ленинградской области. По подсчётам историка В. Н. Земскова, во время войны из Ленинграда и области было выселено 11 тысяч немцев. По данным переписи населения 2010 года, немцев на территории исторической Ингерманландии осталось 908 человек.

### Русские
Русские, в отличие от води и ижоры, не являются автохтонным населением Ингерманландии. До заселения ими основной части территории Ингерманландии, здесь уже существовала сложившаяся прибалтийско-финская языковая общность, в пользу чего свидетельствуют многочисленные балто-финские гидронимы: Ладога, Нева, Луга, Вуокса, Нарва и другие.

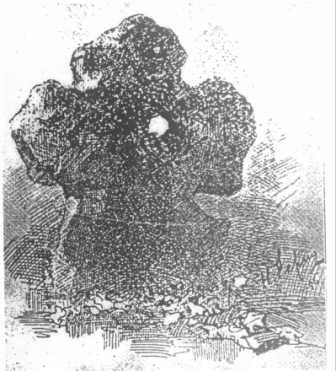
Каменный крест
«с курганов»
Ижорского плато.
Рис. Н. К. Рериха. 1896 г.

В XI—XIV веках центром притяжения славянских переселенцев являлась Ижорская возвышенность, здесь, в пределах расселения води, зафиксировано свыше 150 славянских могильников, включающих более 10 000 курганов и жальников. При этом каких-либо достоверных памятников дорусского времени (до XI века) на Ижорском плато не обнаружено. По мнению Е. А. Рябинина, заселение этой территории осуществлялось по преимуществу новгородским словенами.
На основании данных Писцовых книг можно достаточно точно представить карту расселения русских на территории Ингерманландии в начале XVI века. В целом население Ижорской земли, включая Ивангородский уезд Шелонской пятины, насчитывало 67 700 человек, однако достоверно оценить соотношение русского и финноязычного населения в это время не представляется возможным. На территории к югу от рек Сестры и Кожицы ижора, водь, русские и карелы не образовывали компактных ареалов проживания. Среди районов с явным преобладанием русских выделялась только Ижорская возвышенность.
Новый этап этнической истории русских Ингерманландии начался в условиях шведской экспансии конца XVI века и изменения государственных границ после заключения в 1617 году Столбовского мирного договора. После перехода Ингерманландии под юрисдикцию Швеции бегство местного русского и финноязычного православного населения приобрело массовый характер, обезлюдело до 60 % поселений региона, хотя согласно договору уйти имели право лишь дворяне, боярские дети, посадские люди и чёрное духовенство, а «русским уездным попам и пашенным людям… оттоле не выходить, и со своими женами и с детьми, и с домочадцами остатись тут, и жить под Свейской короной…». Причин эмиграции было несколько: неурожайные годы, из-за которых население очутилось на грани голодной смерти; резко возросшие повинности и налоги; склонение православных к протестантизму. Всего из шведской Ингерманландии бежало около 50 000 человек. Некоторые погосты полностью обезлюдели.
Тем не менее в 1650 году более 57 % населения Ингерманландии (23 593 чел. без города Нарвы) оставалось в православии. При этом в районе Нотеборга число их доходило до 63 %, а в Копорье — до 60 % и более. К концу XVII века русские в Ингерманландии составляли большинство, хоть и оставались на жительстве лишь в нескольких районах провинции: в южной части ленов Ям и Нотеборг, в Ивангороде, в селеньях расположенных вдоль Невы и в небольшой части Лопского погоста.
В 1693 году в Ингерманландии произошёл массовый падёж скота. С 1695 по 1697 год в Ингерманландии не вызревал хлеб, в результате чего начался «великий голод» и численность населения провинции за три года сократилась с 66 до 41 тыс. человек. Пётр I, возвратив Ингерманландию в ходе Северной войны, нашёл её запустевшей. В его планах этой территории отводилась центральная роль в будущем развитии государства, поэтому им были инициированы проекты массового переселения подданных из внутренних областей России.
Миграционный поток русских переселенцев, прибывающий в Ингерманландию, состоял из несколько групп:
- Мастеровые люди и крестьяне, переселяемые в ближайшие окрестности строящегося Санкт-Петербурга для строительство города и военного производства. Переселение началось в 1703 году и продолжалось в течение всего XVIII века
- Дворцовые крестьяне, переведенцы из центральных районов России для работы на землях дворцового ведомства
- Переселенцы из числа частновладельческих крестьян
- Крестьяне-отходники из внутренних областей России[242]

Начиная с 1704 года, императорские указы требовали ежегодной высылки в Петербург по 40 000 людей от всех губерний. Переведенцы назначались от крестьянских и посадских дворов по одному с каждых 9—16 дворов. Переведенцам правительство предоставляло дома, построенные за казённый счет, с огородами, вспаханными к их приезду, и некоторую сумму денег «подъёмных». Они получали льготы по уплате налогов и исполнению повинностей. Мастеровые люди набиралась в северо-восточной и центральной частях России, из окрестностей Вологды, Ростова, Галича, Великого Устюга. Главной особенностью этой группы переселенцев можно считать прочную связь с прежним местом жительства, русские крестьяне, переселяясь в ингерманландские земли, оставляли на родине свои семьи и имущество, чтобы при первой же возможности туда возвратиться.
Активное переселение русского населения из нечернозёмных областей России привело к тому, что к 1720-м годам русские численно преобладали во всех уездах, кроме Ямбургского. По данным переписи населения 1732 года, в Копорском, Шлиссельбургском и Ямбургском уездах русских крестьян-«переведенцев» было около 17 % всего крестьянского населения, «старожилов русских, которых деды и отцы в Ингерманландии жили до шведского владения» — 9,6 %, финнов-ингерманландцев — 37,6 %, ижоры — 24 %.
К середине XVIII века заселение Ингерманландии в основном было завершено, этому способствовал указ Сената от 12 января 1748 года, который разрешал помещикам закреплять за собой в собственность земли, предназначавшиеся для поселенцев, с условием эти земли «русскими крестьянами населить, чтоб чрез то могла Ингерманландия российскими крестьянами размножиться». Особое место среди переведенцев занимали ямщики, переселяемые сюда для обеспечения ямщицкой гоньбы.

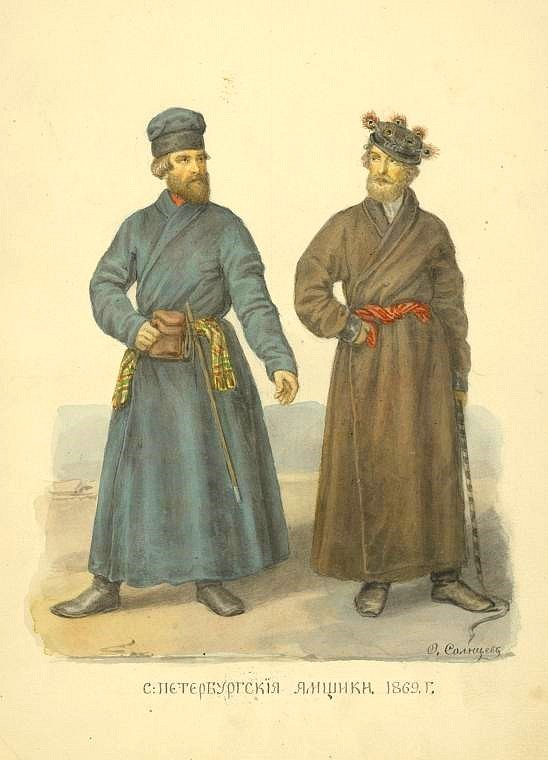
Петербургские ямщики. 1869 год

Наиболее крупными русскими поселениями Ингерманландии были:
- ямщицкие слободы — Московская, Смоленская, Вологодская, Тосно
- сёла, принадлежащие дворцовому ведомству, — Стрельна, Красное, Пулково
- слобода Рыбацкая и подчинённая Адмиралтейству слобода Охта
- помещичьи селения — Большая и Малая Суздальская слобода (Парголово), Шувалово, Левашово, Мурино,
- деревни, населённые государственными крестьянами, — Купчино и Волково[245]

В XVIII веке Ингерманландия стала сосредоточием «филиалов» дворянских поместий Центральной России, откуда в массовом порядке перевозились крестьяне для новых поселений. Переселения частновладельческих крестьян продолжались в течение XVIII—XIX веков, так, например сформировалось русское население в Губаницкой, Изварской и Гостилицкой мызах П. Б. Шереметева, который перевёл сюда своих крестьян из Ярославской губернии.
Массовое появление крестьян-отходников в ингерманландских уездах Санкт-Петербургской губернии, как и на остальной территории России, относится ко второй половине XIX века, после отмены крепостного права. Губернии, «поставлявшие» отходников: Псковская, Новгородская, Олонецкая, Архангельская, Тверская, Ярославская, Рязанская и Костромская.
В конце XIX — начале XX века русские почти повсеместно составляли этническое большинство в Ингерманландии. По данным земской статистики 1881—1882 годов, русское население проживало во всех волостях Ямбургского уезда, хотя в Наровской, Лужицкой и Стремленской волостях число русских значительно уступало местному ижорскому населению. В Петергофском уезде русские занимали по численности первое место в семи из одиннадцати волостей: Копорской, Гостилицкой, Воронинской, Медушской, Ковашевской, Витинской и Бегуницкой. В Царскосельском уезде русское население преобладало в восьми из пятнадцати волостей: Ижорской, Красносельской, Покровской, Пулковской, Рождественской, Сосницкой, Тосненской и Федоровской. В Шлиссельбургском уезде русского населения практически не было в Матокской и Токсовской волостях, в Шапкинской волости русских была примерно половина, в остальных же волостях русские преобладали. В северной части Санкт-Петербургского уезда русские были в меньшинстве: в Коркиомякской волости было 25 % русского населения, в Кюляятской — 20 %, в Лемболовской — 29 %, в Белоостровской — 13 %, Вартемягской — 40 %. В Осинорощинской волости русских было 0,2 %. Незначительное число русских проживало в Среднерогатской волости, где большинство населения составляли немцы. В остальных же волостях русских жителей было около 70—80 %.
В начале XX века этнический состав Ингерманландии в целом сохранился. Доля местного населения в регионе несколько уменьшилась в связи с увеличением численности новых этнических групп, в основном эстонцев, при этом, согласно сельскохозяйственной переписи 1920 года, процент русского населения вырос даже в волостях с преобладанием финноязычных жителей. Ещё большее преобладание русского населения на территории Ингерманландии было отмечено переписью 1926 года, что связано с эмиграцией финского населения, не принявшего Советскую власть.
Культура русского народа развивалась на территории Ингерманландии под влиянием Санкт-Петербурга и в тесном контакте с культурой води, ижоры и финнов-ингерманландцев. Русские, основу которых составили переселенцы XVIII — первой половины XIX веков, за последние 300 лет стали самой многочисленной этнической группой в этом регионе.

### Эстонцы

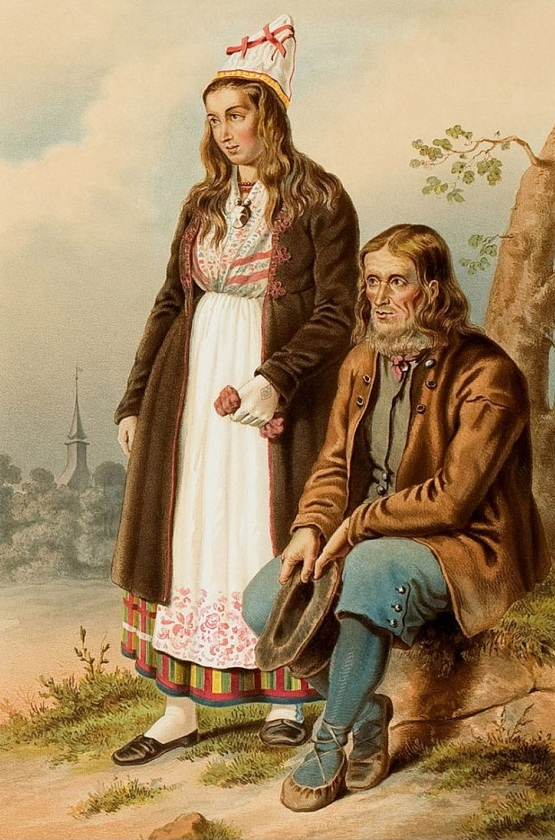
Эстонские крестьяне. 1862 год

Эстонцы являлись коренным населением небольшой части Ямбургского уезда. До конца XVIII века присутствие эстонцев было незначительным, основной поток эстонских крестьян-переселенцев в Ингерманландию пришёлся на XIX век. Причинами переселения являлись недостаток и низкое качество земли в Эстляндии и Лифляндии.
Эстонцы-лютеране создавали свои религиозные общины. Так, например в конце XIX века они насчитывали: в Гатчине — 4000, в Царском Селе и Павловске — 300 и в Стрельне — 60 прихожан. Среди крупных церковных приходов Санкт-Петербургской губернии Нарвский приход включал — 8000, а Ямбургский — 3250 эстонцев. Кроме того эстонцы присоединялись к финским лютеранским приходам ЕЛЦИ: в Марккова-Ярвисаари их было 580, Серепетта — 1154, Молосковица — 2000 человек. Самым большим в Ингерманландии был эстонский приход западно-ингерманландского пробства Тешково, насчитывавший в 1904 году 8500 прихожан. Его границы совпадали с границами финского лютеранского прихода Купаница.
В 1917 году четверть всего эстонского населения приходилась на Ямбургский уезд. В отличие от ингерманландских финнов, эстонцы не образовывали отдельных массивов населения, проживая на хуторах или в деревнях совместно с представителями других этнических групп. Исключение составляла только Западная Ингерманландия, где имелось несколько исключительно эстонских деревень. В Северной Ингерманландии эстонским анклавом была деревня Тозерово, а также деревня Мартыновка Всеволожского района.
В 1935—1936 годах в Западной Ингерманландии в районах, пограничных с Эстонией, а также в Ленинграде прошли массовые аресты эстонцев, большинство из которых были высланы в Среднюю Азию. В общей сложности репрессиям было подвергнуто более 20 000 человек. Были упразднены все эстонские национальные сельсоветы. По данным переписи населения 2010 года, эстонцев на территории исторической Ингерманландии осталось 495 человек.